# I Convocatoria del Sóviet Supremo de la Unión Soviética
La I Convocatoria del Sóviet Supremo de la Unión Soviética estuvo conformada por un total de 1143 diputados, elegidos el 12 de diciembre de 1937, así como los 387 diputados (201 del Sóviet de la Unión y 186 del Sóviet de las Nacionalidades) que fueron reelegidos del 24 de marzo de 1940 hasta el 22 de junio de 1941, y el 28 de abril de 1945, para seis diputados más del Óblast autónomo de Tuvá.

## Composición
| Partido        | Sóviet de la Unión | Sóviet de las Nacionalidades | Total |
| -------------- | ------------------ | ---------------------------- | ----- |
| PCUS           | 461                | 409                          | 870   |
| Independientes | 108                | 165                          | 273   |
| Total          | 569                | 574                          | 1143  |

### Liderazgo
- Presidente del Presídium del Sóviet Supremo: Mijaíl Kalinin (PCUS)
- Presidente del Sóviet de la Unión: Andréi Andréiev (PCUS)
- Presidente del Sóviet de las Nacionalidades: Nikolái Shvérnik (PCUS)

## Sóviet de la Unión
| República                      | Distrito                 | Diputado                              |
| ------------------------------ | ------------------------ | ------------------------------------- |
| Krai de Altái                  | Oyrot                    | Trofim Babich-Dekan                   |
| Krai de Altái                  | Kamensky                 | Lukerya Bastyleva                     |
| Krai de Altái                  | Rubtsovsky               | Varvara Bajoldina                     |
| Krai de Altái                  | Biysk                    | Serguéi Berdníkov                     |
| Krai de Altái                  | Aleisky                  | Fiódor Grinko                         |
| Krai de Altái                  | Rebrijinsky              | Leonid Gusev                          |
| Krai de Altái                  | Biyska                   | Serafim Popov                         |
| Krai de Altái                  | Barnaul                  | Elizaveta Rudakova                    |
| Krai de Altái                  | Barnaul                  | Nikolái Smerdov                       |
| Krai de Altái                  | Slavgorodsky             | Andréi Yumáshev                       |
| Óblast de Arcángel             | Kotlas                   | Grigori Kochurov                      |
| Óblast de Arcángel             | Arjangelsk               | Aleksándr Nikanorov                   |
| Óblast de Arcángel             | Arjangelsk               | Gueorgui Ogorodníkov                  |
| Óblast de Arcángel             | Arcángel-Primorsky       | Stepan Pestov                         |
| Óblast de Arcángel             | Nyandoma                 | Grigori Fomin                         |
| RSS de Armenia                 | Goris                    | Grigori Arutyúnov                     |
| RSS de Armenia                 | Leninakán                | Vagharsh Vagarshyan                   |
| RSS de Armenia                 | Nor-Bayazet              | Balabek Martirosyan                   |
| RSS de Armenia                 | Kirovakán                | Aram Piruzyan                         |
| RSS de Armenia                 | Leninakán                | Viktor Jvorostyan                     |
| RSS de Azerbaiyán              | Najicheván               | Mahmud Aliyev                         |
| RSS de Azerbaiyán              | Bakú-Stalin              | Mir Jafar Baghirov                    |
| RSS de Azerbaiyán              | Bakú-Kírov               | Iván Gubkin                           |
| RSS de Azerbaiyán              | Jachmas                  | Yahya Guseinov                        |
| RSS de Azerbaiyán              | Bakú-Leninsky            | Mijaíl Evseenko                       |
| RSS de Azerbaiyán              | Yevlaj                   | Salim Kasumov                         |
| RSS de Azerbaiyán              | Sabir-Abad               | Teymur Kuliev                         |
| RSS de Azerbaiyán              | Stepanakert              | Efim Rodionov                         |
| RSS de Azerbaiyán              | Nujinski                 | Yuvelyan Topuridze-Sumbatov           |
| RSS de Azerbaiyán              | Kírovabad                | Manaf Jalilov                         |
| RSS de Azerbaiyán              | Iankaran                 | Urushan Jubaliev                      |
| RSS de Azerbaiyán              | Bakú-Kírovsky            | Piótr Cheplakov                       |
| Óbast de Baranavichi           | Baranavichi              | Panteleimón Ponomarenko               |
| Óbast de Baranavichi           | Lida                     | Rafaíl Sargento                       |
| Óbast de Baranavichi           | Novogrudok               | Zoya Skoblya                          |
| Óbast de Baranavichi           | Stolbtsosvky             | Iván Tur                              |
| RASS de Baskiria               | Belebey                  | Iván Anoshin                          |
| RASS de Baskiria               | Sterlitmark              | Aleksándr Zalikin                     |
| RASS de Baskiria               | Ufa                      | Ernst Krenkel                         |
| RASS de Baskiria               | Tuimazinsky              | Aleksándr Medvédev                    |
| RASS de Baskiria               | Meleuzovsky              | Iván Sitníkov                         |
| RASS de Baskiria               | Belebey                  | Evgeny Chvialev                       |
| RASS de Baskiria               | Duván                    | Fazyl Shagimardanov                   |
| RASS de Baskiria               | Yanaulsky                | Ahmedhuz Ahmadullin                   |
| RASS de Baskiria               | Tuimazinsky              | Sabir Vagapov                         |
| RASS de Baskiria               | Ufa                      | Minniahmet Vakileyev                  |
| RASS de Baskiria               | Birsk                    | Rustam Gadylshin                      |
| RASS de Baskiria               | Beloretsk                | Semión Ginzburg                       |
| Óblast de Bialistok            | Belsky                   | María Dyachuk                         |
| Óblast de Bialistok            | Lomzhinsky               | Semión Igayev                         |
| Óblast de Bialistok            | Bialistok                | Mijaíl Kovalev                        |
| Óblast de Bialistok            | Grodno                   | Filipp Pestrak                        |
| Óblast de Bialistok            | Volkovysk                | Pável Sevko                           |
| RSS de Bielorrusia             | Minsk                    | Aleksandr Abramov                     |
| RSS de Bielorrusia             | Gomel                    | Grigori Altshuler                     |
| RSS de Bielorrusia             | Klimovichi               | Nikita Batovkin                       |
| RSS de Bielorrusia             | Borisov                  | Iván Belov                            |
| RSS de Bielorrusia             | Polotsk                  | Boris Berman                          |
| RSS de Bielorrusia             | Vitevsk                  | Olga Bogacheva                        |
| RSS de Bielorrusia             | Gomel                    | Alekséi Volkov                        |
| RSS de Bielorrusia             | Minsk                    | Kliment Voroshílov                    |
| RSS de Bielorrusia             | Rogachevski              | Vasili Ivanov                         |
| RSS de Bielorrusia             | Vitebsk                  | Afanasi Kovalev                       |
| RSS de Bielorrusia             | Bobruisk                 | Iván Korobin                          |
| RSS de Bielorrusia             | Polotsk                  | Iván Krupenya                         |
| RSS de Bielorrusia             | Rechitsa                 | Grigori Kulik                         |
| RSS de Bielorrusia             | Osipovichi               | Nadezhda Lelina                       |
| RSS de Bielorrusia             | Gorki                    | Serguéi Makarenko                     |
| RSS de Bielorrusia             | Mogilev                  | Iván Máslennikov                      |
| RSS de Bielorrusia             | Borisov                  | Aleksándr Matvéyev                    |
| RSS de Bielorrusia             | Slutsk                   | Nikifor Natalévich                    |
| RSS de Bielorrusia             | Orsha                    | Daniil Novitsky                       |
| RSS de Bielorrusia             | Lepel                    | Elizaveta Papkova                     |
| RSS de Bielorrusia             | Mozyr                    | Nikolái Sugonyaka                     |
| Óblast de Brest                | Brest                    | Dmitri Savchuk                        |
| Óblast de Brest                | Kobrin                   | Sofía Yujimuk                         |
| RASS Buriato-Mongola           | Ulan-Ude                 | Solomón Ivánov                        |
| RASS Buriato-Mongola           | Ulan-Ude                 | Semión Ignátiev                       |
| RASS de Carelia                | Petrozavodsk             | Nikolái Ivánov                        |
| RASS de Carelia                | Kemsky                   | Piótr Solyákov                        |
| RASS de Carelia                | Viipursky                | Gennady Kupriyanov                    |
| RASS de Chechenia e Ingusetia  | Grozny                   | Fiódor Bykov                          |
| RASS de Chechenia e Ingusetia  | Grozny                   | Ali Guchigov                          |
| Óblast de Cheliábinsk          | Cheliábinsk              | Kuzma Aikashev                        |
| Óblast de Cheliábinsk          | Kamensky                 | Mijaíl Antipov                        |
| Óblast de Cheliábinsk          | Zlatoust                 | Aleksándr Bruskin                     |
| Óblast de Cheliábinsk          | Shadrinsky               | Mijaíl Geniavsky                      |
| Óblast de Cheliábinsk          | Kishtim                  | Avraam Zavenyagin                     |
| Óblast de Cheliábinsk          | Magnitogorsk             | Konstantín Ivánov                     |
| Óblast de Cheliábinsk          | Triniti                  | Fiódor Malikov                        |
| Óblast de Cheliábinsk          | Cheliábinsk              | Konstantín Ogurtsov                   |
| Óblast de Cheliábinsk          |                          | Grigori Saprykin                      |
| Óblast de Cheliábinsk          |                          | Mijaíl Sobolev                        |
| Óblast de Cheliábinsk          | Kurgan                   | Pável Chistov                         |
| Óblast de Cheliábinsk          | Shumija                  | Daria Chistyakova                     |
| Óblast de Cherníhiv            | Konotop                  | Dmitri Belous                         |
| Óblast de Cherníhiv            | Glujovsky                | Mijaíl Vlasenko                       |
| Óblast de Cherníhiv            | Romny                    | Máksim Kondratenko                    |
| Óblast de Cherníhiv            | Novgorod-Seversky        | María Kostyuchenko                    |
| Óblast de Cherníhiv            |                          | Serguéi Kostyuchenko                  |
| Óblast de Cherníhiv            | Cherníhiv                | Alekséi Mijaílov                      |
| Óblast de Cherníhiv            | Shchorsky                | Alekséi Rychakov                      |
| Óblast de Cherníhiv            | Bajmach                  | Vlas Sokolov                          |
| Óblast de Cherníhiv            | Nezhinsky                | Yákov Tyagnibeda                      |
| Óblast de Cherníhiv            | Priluksky                | Stepan Usenko                         |
| Óblast de Cherníhiv            |                          | Alekséi Fiódorov                      |
| Óblast de Cherníhiv            |                          | Pelageya Sholem                       |
| Óblast de Chernivtsí           | Chernivtsí               | Gueorgui Zhúkov                       |
| Óblast de Chernivtsí           | Chernivtsí               | Lászlo Luka                           |
| Óblast de Chernivtsí           | Jotyn                    | Yakim Chaikun                         |
| Óblast de Chitá                | Shilkinsky               | Iván Kónev                            |
| Óblast de Chitá                | Chitá                    | Iván Murugov                          |
| Óblast de Chitá                | Sretensky                | Aleksándr Rómanov                     |
| Óblast de Chitá                | Sretensky                | Aleksándr Romanov                     |
| Óblast de Chitá                | Rujlovsky                | Yákov Smushkévich                     |
| Óblast de Chkálov              | Buguruslan               | Aleksándr Dubrovsky                   |
| RASS de Chuvasia               | Cheboksary               | Zoya Andréyeva                        |
| RASS de Chuvasia               | Sumerlinsky              | Andréi Krasnov                        |
| RASS de Chuvasia               | Alatyr                   | Luka Spasov                           |
| RASS de Chuvasia               | Kanash                   | Evdokia Tsyganova                     |
| RASS de Crimea                 | Simferopol               | Pável Zamyatin                        |
| RASS de Crimea                 | Kerch                    | Vladímir Kokkinaki                    |
| RASS de Crimea                 | Sebastopol               | Stepan Suprun                         |
| RASS de Crimea                 | Simferopol-Novgorodsky   | Nikolái Shchuchkin                    |
| RASS de Crimea                 | Simferopol-Novgorodsky   | Vladímir Búlatov                      |
| RASS de Daguestán              | Buinaksky                | Yamalutdin Magomedov                  |
| RASS de Daguestán              | Majach-Kalinsky          | Máksim Sorokin                        |
| RASS de Daguestán              | Derbent                  | Veliján Shaidáyev                     |
| Óblast de Dnipropetrovsk       | Nikopol                  | Afanasi Barsukov                      |
| Óblast de Dnipropetrovsk       | Zaporizhzhya             | Román Belan                           |
| Óblast de Dnipropetrovsk       | Dneprodzerzhinsk         | Semión Zadionchenko                   |
| Óblast de Dnipropetrovsk       | Kryvyi Rih               | Gueorgui Ivanovsky                    |
| Óblast de Dnipropetrovsk       | Melitopol                | Fiódor Klimenko                       |
| Óblast de Dnipropetrovsk       | Amur-Nizhne-Dneprovsky   | Demián Korotchenko                    |
| Óblast de Dnipropetrovsk       | Pyatijat                 | Efim Krivets                          |
| Óblast de Dnipropetrovsk       | Pyatijat                 | Pável Naydenov                        |
| Óblast de Dnipropetrovsk       | Novo Moscú               | Vasili Pavlenko                       |
| Óblast de Dnipropetrovsk       | Berdyansk                | Evdokia Postnikova                    |
| Óblast de Dnipropetrovsk       | Dneprodzerzhinsk         | Piótr Smirnov                         |
| Óblast de Dnipropetrovsk       | Zaporizhzhia             | Iván Tsiplujin                        |
| Óblast de Dnipropetrovsk       | Kirovsky                 | Piótr Shirshov                        |
| Óblast de Dnipropetrovsk       | Sinelnikovsky            | Daniil Shmatko                        |
| Óblast de Drohobych            | Dobromilsky              | Daniil Lezhenko                       |
| Óblast de Drohobych            | Sambir                   | Melania Stajurska                     |
| Óblast de Drohobych            | Drohobych                | Yákov Tkach                           |
| Óblast de Drohobych            | Boríslav                 | Iván Shchepanik                       |
| RSS de Estonia                 | Tallin                   | Vladímir Bochkarev                    |
| RSS de Estonia                 | Parnu                    | Johannes Vares                        |
| RSS de Estonia                 | Tartu                    | Johannes Lauristin                    |
| RSS de Estonia                 | Rakvere                  | Karl Säre                             |
| RSS de Georgia                 | Kutaisi                  | Valerian Bakradze                     |
| RSS de Georgia                 | Tiflis-Stalin            | Lavrenti Beria                        |
| RSS de Georgia                 | Tiflis                   | Shalva Dadiani                        |
| RSS de Georgia                 | Poti                     | Lavrenti Janjgava                     |
| RSS de Georgia                 | Borjomi                  | Nikolái Kuibyshev                     |
| RSS de Georgia                 | Tiflis-Kírovsky          | Eteri Mazanashvili                    |
| RSS de Georgia                 | Samtred                  | Filip Majaradzhe                      |
| RSS de Georgia                 | Telavsky                 | Nikolái Musjelishvili                 |
| RSS de Georgia                 | Sujumi                   | Avksenti Rapava                       |
| RSS de Georgia                 | Gori                     | Nata Sadagashvili                     |
| RSS de Georgia                 | Chiatura                 | Vasili Samjaradze                     |
| RSS de Georgia                 | Batumi                   | Ismail Futkaradze                     |
| RSS de Georgia                 | Borjomi                  | Kandid Charkviani                     |
| Óblast de Gorki                | Krasno-Oktyabrsky        | Iván Alekseenko                       |
| Óblast de Gorki                | Dzerzhinsky              | Taisiya Bobkova                       |
| Óblast de Gorki                | Murom                    | Alekséi Burov                         |
| Óblast de Gorki                | Urensky                  | Aleksándr Busygin                     |
| Óblast de Gorki                | Lukoyanovsky             | Vladímir Verendyakin                  |
| Óblast de Gorki                | Semiónovsky              | Vladímir Gubin                        |
| Óblast de Gorki                | Gorki-Leninsky           | Nikolái Yezhov                        |
| Óblast de Gorki                | Murom                    | Stepan Eremin                         |
| Óblast de Gorki                | Gorki-Stalin             | Julius Kaganóvich                     |
| Óblast de Gorki                | Arzamas                  | Iván Lavrushin                        |
| Óblast de Gorki                | Lyskovsky                | Aleksándr Luchinin                    |
| Óblast de Gorki                | Semiónovsky              | Nikolái Pajomov                       |
| Óblast de Gorki                | Gorki-Leninsky           | Mijaíl Rodionov                       |
| Óblast de Gorki                | Sergach                  | Mustafa Saberov                       |
| Óblast de Gorki                | Sarya                    | Olga Skurijina                        |
| Óblast de Gorki                | Arzamas                  | Modest Tretyakov                      |
| Óblast de Gorki                | Pavlovsk                 | Fiódor Uralov                         |
| Óblast de Irkutsk              | Irkutsk Norte            | Aleksándr Ivánov                      |
| Óblast de Irkutsk              |                          | Kirill Kachalin                       |
| Óblast de Irkutsk              | Tulunsky                 | German Lupekin                        |
| Óblast de Irkutsk              |                          | Semión Novak                          |
| Óblast de Irkutsk              | Cheremjovsky             | Konstantín Chernigov                  |
| Óblast de Irkutsk              | Irkutsk                  | Aleksándr Shcherbakov                 |
| Óblast de Ivánovo              | Shuisky                  | Vasili Belousov                       |
| Óblast de Ivánovo              | Ivánovo                  | Elizaveta Gonobobleva                 |
| Óblast de Ivánovo              | Kovrovsky                | Vasili Degtyarev                      |
| Óblast de Ivánovo              | Kolchuginsky             | Vasili Kuchin                         |
| Óblast de Ivánovo              | Ivánovo                  | Olga Lobova                           |
| Óblast de Ivánovo              | Ivánovo                  | Gueorgui Paltsev                      |
| Óblast de Ivánovo              | Kovrovsky                | Aleksándr Radzivilovsky               |
| Óblast de Ivánovo              | Kineshemsky              | Klavdia Sajarova                      |
| Óblast de Ivánovo              | Gus-Jrustalny            | Semión Skorobogatov                   |
| Óblast de Ivánovo              | Yuryevets                | Valentina Chernova                    |
| Óblast de Ivánovo              | Vladimírsky              | Vasili Shestakov                      |
| Óblast de Izmaíl               | Akkerman                 | Justin Batishchev                     |
| Óblast de Izmaíl               | Izmaíl                   | Stepanida Gazheva                     |
| Krai de Jabárovsk              | Amur                     | Gennady Borkov                        |
| Óblast de Járkov               | Sumy                     | Alekséi Bakulin                       |
| Óblast de Járkov               | Ajtyrsky                 | Ulyana Boldarenko                     |
| Óblast de Járkov               | Krasnogradsky            | Grigori Butenko                       |
| Óblast de Járkov               |                          | Alekséi Epishev                       |
| Óblast de Járkov               | Járkov-Leninsky          | Lukerya Kalinichenko                  |
| Óblast de Járkov               | Jajarkiv-Krasnozavodsky  | Vladímir Litvinov                     |
| Óblast de Járkov               | Lebedinsky               | Máksim Onoprienko                     |
| Óblast de Járkov               | Lozovsky                 | Aleksándr Osipov                      |
| Óblast de Járkov               | Járkov-Dzerzhinsky       | Gueorgui Proskura                     |
| Óblast de Járkov               | Kupyansky                | Piótr Svinarenko                      |
| Óblast de Járkov               | Járkov                   | Vlas Chubar                           |
| Óblast de Járkov               | Izium                    | Iván Shulga                           |
| RASS de Kabardia-Balkaria      | Kabardia-Balkaria        | Betal Kalmikov                        |
| RASS de Kabardia-Balkaria      | Kabardia-Balkaria        | Zuber Kumejov                         |
| Óblast de Kalinin              | Novotorzhsky             | Iván Boystov                          |
| Óblast de Kalinin              | Rzhevsky                 | Piótr Venovsky                        |
| Óblast de Kalinin              | Novotorzhsky             | Vasili Williams                       |
| Óblast de Kalinin              | Kalininsky               | Aleksándr Guminsky                    |
| Óblast de Kalinin              | Toropetsky               | Iván Gusijin                          |
| Óblast de Kalinin              | Lijoslav                 | Vasili Ivánov                         |
| Óblast de Kalinin              | Bezhetsk                 | Vasili Molyakov                       |
| Óblast de Kalinin              | Kashin                   | Klavdia Nikoláyeva                    |
| Óblast de Kalinin              | Vyshnevolotsk            | Piótr Rabov                           |
| Óblast de Kalinin              | Opochetsky               | Ilya Smirnov                          |
| Óblast de Kalinin              | Kalininsky               | Aleksándr Starotorzhsky               |
| Óblast de Kalinin              | Vyshnevolotsk            | Dmitri Tokarev                        |
| Óblast de Kalinin              | Kalininsky               | Aksinya Shavaleva                     |
| Óblast de Kalinin              | Velikie Luki             | Tatiana Shchelkunova                  |
| RASS de Kalmukia               | Elista                   | Iván Karpov                           |
| Óblast de Kalmyanets-Podolsk   | Shepetivsky              | Semión Budionni                       |
| Óblast de Kalmyanets-Podolsk   | Proskurovsky             | Iván Muri                             |
| Óblast de Kalmyanets-Podolsk   | Proskuovsky              | Pável Navrotsky                       |
| Óblast de Kalmyanets-Podolsk   | Kalmyanets-Podolsky      | Stepan Oleksenko                      |
| Óblast de Kalmyanets-Podolsk   | Staro-Konstantinovsky    | Efim Plevak                           |
| Óblast de Kalmyanets-Podolsk   | Gorodok                  | Timko Sujovy                          |
| RSS de Kazajistán              | Kostanay                 | Piótr Bogdanov                        |
| RSS de Kazajistán              |                          | Nikolái Bogoliúbov                    |
| RSS de Kazajistán              |                          | Esen Dosymov                          |
| RSS de Kazajistán              | Karatal                  | Lev Zalin                             |
| RSS de Kazajistán              |                          | Sarbi Iktisamova                      |
| RSS de Kazajistán              | Semipalatinsk            | Uraz Isáyev                           |
| RSS de Kazajistán              | Kokpektinsky             | Ishanbai Karakulov                    |
| RSS de Kazajistán              | Urales                   | Serguéi Karpushin                     |
| RSS de Kazajistán              | Aktobe                   | Aben Kenzhegaráyev                    |
| RSS de Kazajistán              |                          | Daniyal Kerimbáyev                    |
| RSS de Kazajistán              | Alma-Ata                 | Shopan Konuspayev                     |
| RSS de Kazajistán              | Petropavlovsk            | Nikolái Kuznetsov                     |
| RSS de Kazajistán              | Kyzyl-Orda               | Vasili Lazarev                        |
| RSS de Kazajistán              | Akmola                   | Dmitri Manuilski                      |
| RSS de Kazajistán              | Almaty                   | Levón Mirzoyán                        |
| RSS de Kazajistán              | Chimkent                 | Aldzhan Murumbáyev                    |
| RSS de Kazajistán              |                          | Vasili Nikoláyev                      |
| RSS de Kazajistán              |                          | Jabir Pazikov                         |
| RSS de Kazajistán              | Karaganda                | Gdali Pinjasik                        |
| RSS de Kazajistán              |                          | Kashakbai Primov                      |
| RSS de Kazajistán              |                          | Fiódor Rvantsev                       |
| RSS de Kazajistán              | Kírovsky                 | Saul Sverdlov                         |
| RSS de Kazajistán              | Karatal                  | Fiódor Seroshtan                      |
| RSS de Kazajistán              | Turkestán                | Serguéi Stepanov                      |
| RSS de Kazajistán              | Petropavlovsk            | Yákov Tertyshny                       |
| RSS de Kazajistán              | Almaty                   | Nurtas Undasynov                      |
| RSS de Kazajistán              | Guryevsky                | Kulzhan Utegaliev                     |
| RSS de Kazajistán              | Talas                    | Zhaksimbái Utepbergenov               |
| RSS de Kazajistán              | Kokchetav                | Fedot Tselij                          |
| RSS de Kazajistán              | Turkestán                | Zhumabái Shayajmetov                  |
| Óblast de Kiev                 | Kiev-Kaganovichsky       | Aleksándr Bogomolets                  |
| Óblast de Kiev                 | Smilyansky               | Piótr Vasilina                        |
| Óblast de Kiev                 | Dymer                    | Dmitri Galts                          |
| Óblast de Kiev                 | Kiev                     | Filipp Gólikov                        |
| Óblast de Kiev                 | Kiev-Molotovsky          | Praskovya Gusyatnikova                |
| Óblast de Kiev                 | Belotserkovsky           | Dmitri Evtushenko                     |
| Óblast de Kiev                 | Boguslavsky              | Serguéi Zagoruiko                     |
| Óblast de Kiev                 | Zvenigorodsky            | Aleksandr Korneichuk                  |
| Óblast de Kiev                 | Kievsky-Leninsky         | Stanislav Kosior                      |
| Óblast de Kiev                 |                          | Trofim Kostyuk                        |
| Óblast de Kiev                 | Ulman                    | Timofey Kruglyakov                    |
| Óblast de Kiev                 |                          | Zinovy Serdyuk                        |
| Óblast de Kiev                 | Cherkasy                 | Tijón Cherepin                        |
| Óblast de Kiev                 | Boryspil                 | Efim Shchadenko                       |
| Óblast de Kiev                 | Tarashchansky            | Zajar Shcherbina                      |
| RSS de Kirguistán              |                          | Semión Abushenko                      |
| RSS de Kirguistán              | Jalal-Abad               | Turabay Kulatov                       |
| RSS de Kirguistán              | Tien Shan                | Máksim Lébedev                        |
| RSS de Kirguistán              | Frunzensky               | Iván Lotsmanov                        |
| RSS de Kirguistán              | Osh                      | Murat Salijov                         |
| RSS de Kirguistán              | Frunzensky               | Fedosia Strelnikova                   |
| RSS de Kirguistán              | Frunzensky               | Asanali Tolubáyev                     |
| Óblast de Kírov                | Kotelnichesky            | Afanasia Durkina                      |
| Óblast de Kírov                | Malmyzhsky               | Gavriil Zimin                         |
| Óblast de Kírov                | Sarapul                  | Fiódor Koltsov                        |
| Óblast de Kírov                |                          | Vladímir Lukiánov                     |
| Óblast de Kírov                | Sovetsky                 | Stepan Pasinkov                       |
| Óblast de Kírov                | Kírovsky                 | Aleksándr Ptitsyn                     |
| Óblast de Kírov                | Kírov                    | Mijaíl Rodin                          |
| Óblast de Kírov                | Slobodskoy               | Glafira Semushina                     |
| Óblast de Kírov                | Yaransky                 | Nikanor Shipulin                      |
| Óblast de Kírov                | Omutninsky               | Iván Shulakov                         |
| Óblast de Kirovgrado           | Kírovsky                 | Fiódor Gorenkov                       |
| RASS de Komi                   | Syktyvkar                | Alekséi Taranenko                     |
| RASS de Komi                   | Syktyvkar                | Mijaíl Babushkin                      |
| Krai de Krasnodar              | Armavir                  | Iván Bogdanov                         |
| Krai de Krasnodar              | Kropotkinsky             | Konstantín Borin                      |
| Krai de Krasnodar              | Krasnodar                | Vasili Denisenko                      |
| Krai de Krasnodar              | Maykop                   | Prokopi Dolgopyatov                   |
| Krai de Krasnodar              | Yeisk                    | Praskovya Kovardak                    |
| Krai de Krasnodar              | Tuapse                   | Iván Malkin                           |
| Krai de Krasnodar              | Krasnodar                | Mijaíl Marchuk                        |
| Krai de Krasnodar              | Tuapse                   | Stanislav Ochapovsky                  |
| Krai de Krasnodar              | Tijoretsky               | Aleksándr Protsenko                   |
| Krai de Krasnodar              | Krasnodar                | Piótr Seleznev                        |
| Krai de Krasnodar              | Maykop                   | Pável Tyulyáyev                       |
| Krai de Krasnodar              | Novorossiysk             | Mijaíl Frinovsky                      |
| Krai de Krasnodar              | Slaviansk                | Evdokim Shapovalov                    |
| Krai de Krasnodar              | Novorossiysk             | Fiódor Shulishov                      |
| Krai de Krasnoyarsk            | Minusinsk                | Iván Beloborodov                      |
| Krai de Krasnoyarsk            | Krasnoyarsk              | Iván Golubev                          |
| Krai de Krasnoyarsk            | Yenisei                  | Dmitri Grechujín                      |
| Krai de Krasnoyarsk            | Kansk                    | Dmitri Grudyakov                      |
| Krai de Krasnoyarsk            | Abakan                   | Vasili Yégorov                        |
| Krai de Krasnoyarsk            | Achinsk                  | Andréi Ermolenko                      |
| Krai de Krasnoyarsk            | Krasnoyarsk              | Serguéi Sóbolev                       |
| Krai de Krasnoyarsk            | Yenisei                  | Aleksándr Sokolov                     |
| Óblast de Kuibyshev            | Inzensky                 | Serguéi Danilin                       |
| Óblast de Kuibyshev            | Ulyanovsk                | Mijaíl Efremov                        |
| Óblast de Kuibyshev            | Chapáyevsky              | Serguéi Zhuk                          |
| Óblast de Kuibyshev            | Syzran                   | Víktor Zhúravlev                      |
| Óblast de Kuibyshev            | Kuznetsk                 | Nikolái Ignatov                       |
| Óblast de Kuibyshev            |                          | Mijaíl Kanunnikov                     |
| Óblast de Kuibyshev            | Melekess                 | Elizaveta Katáyeva                    |
| Óblast de Kuibyshev            | Syzran                   | Iván Kiríllov                         |
| Óblast de Kuibyshev            | Kuibyshevsky             | Gleb Krzhizhanovskyi                  |
| Óblast de Kuibyshev            | Sergievsky               | Alekséi Nazarov                       |
| Óblast de Kuibyshev            | Kuibyshev                | Pável Póstyshev                       |
| Óblast de Kursk                | Dmitrievsky              | Iván Belavin                          |
| Óblast de Kursk                | Staro-Oskol              | Vasili Volchkov                       |
| Óblast de Kursk                | Staro-Oskol              | Alekséi Grichmanov                    |
| Óblast de Kursk                | Rakityansky              | Natalia Dadykina                      |
| Óblast de Kursk                | Kursk                    | Pável Doronin                         |
| Óblast de Kursk                | Ponyrovsky               | Rosalia Zemlyachka-Samoilova          |
| Óblast de Kursk                | Oboyansky                | Eliséi Konovalov                      |
| Óblast de Kursk                | Lgovsky                  | Iván Litvinenko                       |
| Óblast de Kursk                | Castoren                 | Iván Lijachev                         |
| Óblast de Kursk                | Kursk                    | Gueorgui Peskarev                     |
| Óblast de Kursk                | Kursk                    | Evdokia Salova                        |
| Óblast de Kursk                | Belgorod                 | Nikanor Serikov                       |
| Óblast de Kursk                | Valuysky                 | Yákov Serov                           |
| Óblast de Kursk                | Valuysky                 | Iván Smirnov                          |
| Krai del Lejano Oriente        | Vladivostok              | Alekséi Berndikov                     |
| Krai del Lejano Oriente        | Voroshílovsky            | Vasili Blücher                        |
| Krai del Lejano Oriente        | Spassky                  | Mijaíl Lewandovsky                    |
| Krai del Lejano Oriente        | Amur                     | Pável Legkonravov                     |
| Krai del Lejano Oriente        | Kamchatka-Kolymsky       | Guénrij Liushkov                      |
| Krai del Lejano Oriente        | Primorsky                | Serguéi Petujov                       |
| Krai del Lejano Oriente        | Jabarovsk                | Gueorgui Statsevich                   |
| Krai del Lejano Oriente        | Komsomolsk               | Valentina Jetagurova                  |
| Krai del Lejano Oriente        | Kuibyshevsky             | Viktor Shalimov                       |
| RSS de Letonia                 | Lepaysky                 | Jānis Verpe                           |
| RSS de Letonia                 | Daugavpils               | Vladímir Derevyansky                  |
| RSS de Letonia                 | Riga                     | Jānis Kalnbērziņš                     |
| RSS de Letonia                 | Riga                     | Karl Kalnyn                           |
| RSS de Letonia                 | Valmeri                  | Vikenti Latkovski                     |
| RSS de Letonia                 | Rezekne                  | Jānis Smagar                          |
| RSS de Letonia                 | Madona                   | Fiódor Shamanin                       |
| Óblast de Leningrado           | Dnovsky                  | Naum Ancelovich                       |
| Óblast de Leningrado           | Krasnogvardeisky         | Vasili Bogdanov                       |
| Óblast de Leningrado           | Murmansk                 | Konstantín Dushenov                   |
| Óblast de Leningrado           | Kingisepp                | Pável Dybenko                         |
| Óblast de Leningrado           | Pskov                    | Nikolái Yégorov                       |
| Óblast de Leningrado           | Leningrado               | Leonid Zakovsky                       |
| Óblast de Leningrado           | Novgorod                 | Iván Kopec                            |
| Óblast de Leningrado           | Voljov                   | Alekséi Kuznetsov                     |
| Óblast de Leningrado           | Borovichi                | Anton Nikitin                         |
| Óblast de Leningrado           |                          | Nikolái Soloviev                      |
| Óblast de Leningrado           | Lodeynopolsky            | Gueorgui Spirkov                      |
| Óblast de Leningrado           | Pskov                    | Minna Tappo                           |
| Óblast de Leningrado           | Starorussky              | Alekséi Tolstói                       |
| Óblast de Leningrado           |                          | Terenty Shtykov                       |
| Ciudad de Leningrado           | Petrogrado               | Máksim Litvinov                       |
| Ciudad de Leningrado           | Dzerzhinsky              | Ekaterina Korchagina-Aleksándrovskaya |
| Ciudad de Leningrado           | Primorsky                | Iván Isákov                           |
| Ciudad de Leningrado           | Volodarsky               | Andréi Zhdánov                        |
| Ciudad de Leningrado           | Frunzensky               | Aleksándr Baikov                      |
| Ciudad de Leningrado           | Krasnogvardeisky         | Alekséi Petrovsky                     |
| Ciudad de Leningrado           | Sverdlovsk               | Anatoli Seleznev                      |
| Ciudad de Leningrado           | Moscú                    | Nikolái Smetanin                      |
| Ciudad de Leningrado           | Kírovsky                 | Anna Smirnova                         |
| Ciudad de Leningrado           | Oktyabrsky               | Iván Tevosián                         |
| Ciudad de Leningrado           | Smolninsky               | Aleksándr Ugarov                      |
| RSS de Lituania                | Telshai                  | Mechislovas Gedvilas                  |
| RSS de Lituania                | Alytus                   | Aleksándr Gudaytis-Guzevicius         |
| RSS de Lituania                | Shauliai                 | Petras Kareckas                       |
| RSS de Lituania                | Ukmergsky                | Vasili Morozov                        |
| RSS de Lituania                | Utena                    | Salome Neris-Buchene                  |
| RSS de Lituania                | Panevezys                | Sofia Nokayte                         |
| RSS de Lituania                | Marijampole              | Justas Paleckis                       |
| RSS de Lituania                | Vilna                    | Nikolái Pozdnyakov                    |
| RSS de Lituania                | Kaunas                   | Antanas Sniečkus                      |
| RSS de Lituania                | Taurage                  | Juoazas Stemburis                     |
| Óblast de Lviv                 | Lviv                     | Wanda Wasilewska                      |
| Óblast de Lviv                 | Gorodok                  | Leonid Grischuk                       |
| Óblast de Lviv                 | Brody                    | Marián Panchishin                     |
| Óblast de Lviv                 | Rava-Ruska               | María Perepelitsa                     |
| Óblast de Lviv                 | Zolochevsky              | Vasili Sadovi                         |
| Óblast de Lviv                 | Lviv                     | Kirill Studinsky                      |
| RASS de Mari                   | Sernur                   | Zinovy Zhadnov                        |
| RASS de Mari                   | Yoshkar-Ola              | Grigori Ignatiev                      |
| RASS de Mari                   | Sernur                   | Veniamin Kushnarev                    |
| RSS de Moldavia                | Chisináu                 | Piótr Borodin                         |
| RSS de Moldavia                | Cahul                    | Stefan Geoni                          |
| RSS de Moldavia                | Tiraspol                 | Nadezhda Kudrina                      |
| RSS de Moldavia                | Kotovsky                 | Iván Proskurov                        |
| RSS de Moldavia                | Chisináu                 | Gueórgi Russu                         |
| RSS de Moldavia                | Bendery                  | Nikolái Sazykin                       |
| RSS de Moldavia                | Orhei                    | Elizaveta Stefanyuk                   |
| RSS de Moldavia                | Balti                    | Valentín Forsh                        |
| RSS de Moldavia                | Balti                    | Yákov Cherevichenko                   |
| RSS de Moldavia                | Soroca                   | Maria Yavorskaya                      |
| Óblast de Mólotov              | Voroshílovsky            | Piótr Goryunov                        |
| Óblast de Mólotov              | Perm                     | Nikolái Gusarov                       |
| RASS de Mordovia               | Ardatovsky               | Ksenia Valgáyeva                      |
| RASS de Mordovia               |                          | Nikolái Vasíliev                      |
| RASS de Mordovia               | Saransk                  | Iván Kuznetsov                        |
| RASS de Mordovia               | Ruzáyevsky               | Iván Lariónov                         |
| Óblast de Moscú                | Yegoryevsky              | Iván Artyujiin                        |
| Óblast de Moscú                | Orejovo-Zuevsky          | Praskovya Golubeva                    |
| Óblast de Moscú                | Volokolamsk              | Nikolái Dedíkov                       |
| Óblast de Moscú                | Serpujov                 | Nadezhda Krúpskaya                    |
| Óblast de Moscú                | Serpujov                 | Piótr Kubatkin                        |
| Óblast de Moscú                | Klinsky                  | Gueorgui Malenkov                     |
| Óblast de Moscú                | Kolomna                  | Viacheslav Malyshev                   |
| Óblast de Moscú                | Mytishchi                | Nikolái Malyushin                     |
| Óblast de Moscú                | Kuntsevsky               | Lev Mejlis                            |
| Óblast de Moscú                | Noginski                 | Vasili Mináyev                        |
| Óblast de Moscú                | Ujtomsky                 | Vasili Molokov                        |
| Óblast de Moscú                | Naro-Fominsk             | Mijaíl Petrov                         |
| Óblast de Moscú                | Podolsk                  | Stanislav Redens                      |
| Óblast de Moscú                | Dmitrovsky               | Vasili Sidorov                        |
| Óblast de Moscú                | Ramensky                 | Matryona Simonzhenkova                |
| Óblast de Moscú                | Volokolamsk              | Pável Tarasov                         |
| Óblast de Moscú                | Podolsk                  | Boris Chernousov                      |
| Óblast de Moscú                | Shchelkovsky             | Borís Sháposhnikov                    |
| Ciudad de Moscú                | Sverdlovsk               | Olga Leonova                          |
| Ciudad de Moscú                | Dzerzhinsky              | Vladímir Komarov                      |
| Ciudad de Moscú                | Zheleznodorozni          | Vladímir Kabanov                      |
| Ciudad de Moscú                | Leninsky                 | Iván Gudov                            |
| Ciudad de Moscú                | Rostokinsky              | Nikolái Burdenko                      |
| Ciudad de Moscú                | Kírovsky                 | Gleb Bratanovsky                      |
| Ciudad de Moscú                | Mólotov                  | Viacheslav Mólotov                    |
| Ciudad de Moscú                | Frunzensky               | Iván Moskvin                          |
| Ciudad de Moscú                | Proletarsky              | Praskovya Pichugina                   |
| Ciudad de Moscú                | Oktyabrsky               | Iván Sidorov                          |
| Ciudad de Moscú                | Stalin                   | Iósif Stalin                          |
| Ciudad de Moscú                | Sovetsky                 | Tatiana Fiódorova                     |
| Ciudad de Moscú                | Krasnopresnensky         | Nikita Jrushchov                      |
| Óblast de Múrmansk             | Murmansk                 | Máksim Starostin                      |
| Óblast de Nikolaiev            | Jerson                   | María Bunchuk                         |
| Óblast de Nikolaiev            | Nikoláyev                | Serguéi Butyrin                       |
| Óblast de Nikolaiev            | Nikoláyev                | Mijaíl Víktorov                       |
| Óblast de Nikolaiev            | Kírovsky                 | Nikolái Volkov                        |
| Óblast de Nikolaiev            | Kajovsky                 | Grigori Grishko                       |
| Óblast de Nikolaiev            | Novo-Bugsky              | Iván Karasev                          |
| Óblast de Novosibirsk          | Kemerovo                 | Iván Alekséyev                        |
| Óblast de Novosibirsk          | Anzhero-Sudzhensky       | Serguéi Bannov                        |
| Óblast de Novosibirsk          | Tomsk                    | Iván Bardin                           |
| Óblast de Novosibirsk          | Stalin                   | Konstantín Butenko                    |
| Óblast de Novosibirsk          | Kemerovo                 | Gennady Godovitsyn                    |
| Óblast de Novosibirsk          | Tomsk                    | Piótr Goleshijin                      |
| Óblast de Novosibirsk          | Leninsko-Kuznetsk        | Grigori Gorbach                       |
| Óblast de Novosibirsk          | Leninsk-Kuznetsk         | Stepan Kalinin                        |
| Óblast de Novosibirsk          | Mariinsky                | Anna Kartavaya                        |
| Óblast de Novosibirsk          | Prokopyevsky             | Iván Kontsevich                       |
| Óblast de Novosibirsk          | Stalin                   | Grigori Kudriavtsev                   |
| Óblast de Novosibirsk          | Barabinsky               | Nikolái Lobov                         |
| Óblast de Novosibirsk          | Tártaro                  | Iván Mnogoletni                       |
| Óblast de Novosibirsk          | Novosibirsk              | Vladímir Mish                         |
| Óblast de Novosibirsk          | Novosibirsk              | Gennady Pugovkin                      |
| Óblast de Novosibirsk          | Novosibirsk-Chulymsky    | Serguéi Ryazanov                      |
| Óblast de Novosibirsk          | Novosibirsk-Toguchinsky  | Basya Torbina                         |
| Óblast de Novosibirsk          | Novosibirsk              | Robert Eije                           |
| Óblast de Odesa                | Novoukrainski            | Trofim Lysenko                        |
| Óblast de Odesa                | Odesa                    | Nikifor Kalchenko                     |
| Óblast de Odesa                | Odesa-Voroshilovsky      | Izraíl Leplevsky                      |
| Óblast de Odesa                | Voznesensky              | Anatoli Kolibanov                     |
| Óblast de Odesa                | Odesa                    | Nikolái Kondakov                      |
| Óblast de Odesa                | Odesa-Voroshilovsky      | Vasili Mijaílichenko                  |
| Óblast de Odesa                | Pervomaisky              | Daniil Stepanok                       |
| Óblast de Odesa                | Voznesensky              | Nikolái Fiódorov                      |
| Óblast de Odesa                | Odesa-Leninsky           | Iván Chernitsa                        |
| Óblast de Omsk                 | Tyumen                   | Konstantín Valujin                    |
| Óblast de Omsk                 | Omnsk                    | Afanasi Verdníkov                     |
| Óblast de Omsk                 | Tobolsk                  | Serguéi Evstigneyev                   |
| Óblast de Omsk                 | Nazyváyevsky             | Anna Kiryushina                       |
| Óblast de Omsk                 |                          | Mijaíl Kudinov                        |
| Óblast de Omsk                 | Ishim                    | Grigori Kuznetsov                     |
| Óblast de Omsk                 | Kaganovichsky            | Fiódor Naumov                         |
| Óblast de Omsk                 | Tara                     | Nikolái Tsitsin                       |
| Óblast de Omsk                 | Omsk                     | Emelyan Yaroslavski                   |
| Krai de Ordzhonikidze          | Yezhovo-Cherkessky       | Piótr Bulaj                           |
| Krai de Ordzhonikidze          | Georgievsky              | Evdokia Vinogradova                   |
| Krai de Ordzhonikidze          | Petrovsky                | Dmitri Goncharov                      |
| Krai de Ordzhonikidze          | Pyatigorsk               | Vasili Degtyarev                      |
| Krai de Ordzhonikidze          | Budyonnovsky             | Aleksándr Yezhov                      |
| Krai de Ordzhonikidze          | Voroshílovsky            | Konstantín Serguéyev                  |
| Krai de Ordzhonikidze          | Voroshílovsky            | Mijaíl Súslov                         |
| Krai de Ordzhonikidze          | Circasia                 | Vasili Shadrin                        |
| Óblast de Oremburgo            | Oremburgo                | Yákov Bezzubov                        |
| Óblast de Oremburgo            | Buzuluk                  | Fiódor Kolesov                        |
| Óblast de Oremburgo            | Oremburgo                | Konstantín Milovanov                  |
| Óblast de Oremburgo            | Sorochinsky              | Aleksándr Oskin                       |
| Óblast de Oremburgo            | Orsk                     | Grigori Rakov                         |
| Óblast de Oremburgo            | Buguruslan               | Aleksándr Uspensky                    |
| Óblast de Oriol                | Oriol                    | Egor Abakumov                         |
| Óblast de Oriol                | Verjovsky                | Pável Anisimov                        |
| Óblast de Oriol                | Oriol                    | Nikifor Balanov                       |
| Óblast de Oriol                | Orlosvsky                | Iván Baranov                          |
| Óblast de Oriol                | Yeletsky                 | Matvéi Berman                         |
| Óblast de Oriol                | Novozybkovsky            | Konstantín Bidinsky                   |
| Óblast de Oriol                | Yeletsky                 | Vasili Boystov                        |
| Óblast de Oriol                | Trubchevsky              | Abram Gilinsky                        |
| Óblast de Oriol                | Ordzhonikidzegrad        | Fiódor Karabanov                      |
| Óblast de Oriol                | Trubchevsky              | Aleksándr Kuranov                     |
| Óblast de Oriol                | Dyatkovo                 | Marfa Lobanova                        |
| Óblast de Oriol                |                          | Pinjus Simanovsky                     |
| Óblast de Oriol                | Livensky                 | Alekséi Slesarev                      |
| Óblast de Oriol                | Novozybkovsky            | Kondrati Firsanov                     |
| Óblast de Oriol                | Bryansk                  | Rodion Fomin                          |
| Óblast de Oriol                | Klintsovsky              | Ksenia Shurshina                      |
| RASS de Osetia del Norte       | Osetia del Norte         | Vasili Lemáyev                        |
| Óblast de Penza                |                          | Aleksándr Kabanov                     |
| Óblast de Pinsk                | Pinsk                    | Nikolái Kolodich                      |
| Óblast de Pinsk                | Drogichin                | Andréi Pritytsky                      |
| Óblast de Poltava              | Zolotonosha              | Iván Avramenko                        |
| Óblast de Poltava              | Kremenchug               | Aleksándr Doroshenko                  |
| Óblast de Poltava              | Pyriatinsky              | Vasili Markov                         |
| Óblast de Poltava              | Mirgorodsky              | Anna Ovcharenko                       |
| Óblast de Poltava              | Dubensky                 | Pável Rychagov                        |
| Óblast de Poltava              | Poltava                  | Zajary Sereda                         |
| Óblast de Poltava              | Hadyachsky               | Konstantín Topchy                     |
| Óblast de Poltava              | Paryatinsky              | Aleksándr Udovichenko                 |
| Óblast de Poltava              | Poltava                  | Iósif Yatsina                         |
| Krai de Primorie               | Voroshílovsky            | Nikolái Pegov                         |
| Krai de Primorie               | Spassky                  | Boris Chuvarov                        |
| Óblast de Riazán               | Sasovsky                 | Gueorgui Aleksándrov                  |
| Óblast de Riazán               | Ranenburgsky             | Evdokia Borisova                      |
| Óblast de Riazán               | Lebedyansky              | Serguéi Vershinin                     |
| Óblast de Riazán               | Kasimov                  | Arseni Zvérev                         |
| Óblast de Riazán               | Skopinsky                | Efim Morozov                          |
| Óblast de Riazán               | Riazán                   | Fiódor Polyakov                       |
| Óblast de Riazán               | Ryazhsky                 | Alekséi Sujanin                       |
| Óblast de Riazán               | Riazán                   | Stepan Tarasov                        |
| Óblast de Rostov               | Rostov                   | Alekéi Vasiliev                       |
| Óblast de Rostov               | Taganrog                 | Boris Dvinsky                         |
| Óblast de Rostov               | Rostov-Proletarsky       | Efim Evdokimov                        |
| Óblast de Rostov               |                          | Iván Kiparenko                        |
| Óblast de Rostov               | Salsky                   | Mijaíl Kulkov                         |
| Óblast de Rostov               | Shajty                   | Piótr Moskatov                        |
| Óblast de Rostov               | Kamensky                 | Piótr Muravyov                        |
| Óblast de Rostov               |                          | Leonid Rudenko                        |
| Óblast de Rostov               | Millerovsky              | Frol Skilkov                          |
| Óblast de Rostov               | Rostov-Leninsky          | Serguéi Fiódorov                      |
| Óblast de Rostov               | Novocherkassk            | Mijaíl Shólojov                       |
| Óblast de Rivne                | Dubnovsky                | Vasili Vegma                          |
| Óblast de Rivne                | Kostopolsky              | Yákov Grib                            |
| Óblast de Rivne                | Rivne                    | Ulyana Efimchuk-Dyachuk               |
| Óblast de Rivne                | Sarnensky                | Nikolái Safonov                       |
| Óblast de Sarátov              | Sarátov                  | Aleksándr Belyakov                    |
| Óblast de Sarátov              | Sarátov                  | Iván Vlasov                           |
| Óblast de Sarátov              | Balashov                 | Máksim Volkov                         |
| Óblast de Sarátov              | Volsky                   | Andréi Vyshinsky                      |
| Óblast de Sarátov              | Rtishchevsky             | Vladímir Obraztsov                    |
| Óblast de Sarátov              | Ershovsky                | Andréi Penkov                         |
| Óblast de Sarátov              | Sarátov                  | Albert Stromin                        |
| Óblast de Sarátov              | Atkar                    | Iván Furmanov                         |
| Óblast de Smolensk             | Pochinkovsky             | Fiódor Vasiliev                       |
| Óblast de Smolensk             | Dzerzhinsky              | Konstantín Gusev                      |
| Óblast de Smolensk             | Smolensk                 | Israel Dagin                          |
| Óblast de Smolensk             | Roslavl                  | Aleksándr Demkin                      |
| Óblast de Smolensk             | Viazemsky                | Aleksándr Yegórov                     |
| Óblast de Smolensk             | Viazemsky                | Emelyan Kupriyanov                    |
| Óblast de Smolensk             | Yartsevsky               | Sofía Lobasova                        |
| Óblast de Smolensk             | Smolensk                 | Román Melnikov                        |
| Óblast de Smolensk             | Roslavl                  | Alekséi Nasedkin                      |
| Óblast de Smolensk             | Sujinichi                | Dmitri Pávlov                         |
| Óblast de Smolensk             | Smolensk                 | Dmitri Popov                          |
| Óblast de Smolensk             | Sychevsky                | Mijaíl Savinov                        |
| Óblast de Smolensk             | Pochinkovsky             | Víktor Jolzunov                       |
| Óblast de Stálino              | Amvrosievsky             | Praskovya Angelina                    |
| Óblast de Stálino              | Sergovsky                | Miron Dyukanov                        |
| Óblast de Stálino              | Gorlovsky                | Konstantín Kartashev                  |
| Óblast de Stálino              | Rovenkovsky              | Iván Kiselev                          |
| Óblast de Stálino              | Artyomovsky              | Aron Kitáyev                          |
| Óblast de Stálino              | Ordzhonikidze            | Aleksándr Kosarev                     |
| Óblast de Stálino              | Konstantinovsky          | Pável Kurakin                         |
| Óblast de Stálino              | Kramatorsk               | Iván Makarov                          |
| Óblast de Stálino              | Mariupol                 | Leonty Miroshnichenko                 |
| Óblast de Stálino              | Makeyevsk                | Iván Pindyur                          |
| Óblast de Stálino              | Stalin                   | Eduard Pramnek                        |
| Óblast de Stálino              | Stalin                   | Mijaíl Smirnov                        |
| Óblast de Stálino              | Voroshílovsky            | Alekséi Stajánov                      |
| Óblast de Stálino              | Starobelsky              | Grigori Sujostavsky                   |
| Óblast de Stálino              | Lisichansk               | Iván Fesenko                          |
| Óblast de Stálino              | Voroshílovgrado          | Piótr Silkovy                         |
| Óblast de Stálino              | Ordzhonikidze            | Iván Zubarev                          |
| Óblast de Stálino              | Stalin                   | Piótr Lyubavin                        |
| Óblast de Stálino              | Artyomovsky              | Leonid Melnikov                       |
| Óblast de Stálino              | Makeyevsk                | Nikolái Matyas                        |
| Óblast de Stalingrado          | Kalachevsky              | Aleksándr Voronin                     |
| Óblast de Stalingrado          | Mijaílovsky              | Iván Zimenkov                         |
| Óblast de Stalingrado          | Kamyshinsky              | María Mujortova                       |
| Óblast de Stalingrado          | Astraján                 | Vasili Oleiníkov                      |
| Óblast de Stalingrado          | Astraján                 | Zinovy Pajomov                        |
| Óblast de Stalingrado          | Kalachevsky              | Mijaíl Ráyev                          |
| Óblast de Stalingrado          | Mijailovsky              | Rodion Semionov                       |
| Óblast de Stalingrado          | Stalingrado              | Piótr Smorodin                        |
| Óblast de Stalingrado          | Stalingrado              | Konstantín Cherkasov                  |
| Óblast de Stalingrado          | Stalingrado              | Alekséi Chuyanov                      |
| Óblast de Stalingrado          | Jopyor                   | Denis Yudin                           |
| Óblast de Stanislav            | Stanislavsky             | Anna Vladyka                          |
| Óblast de Stanislav            | Nadvornyansky            | Vasili Godovanets                     |
| Óblast de Stanislav            | Kolomyia                 | Mijaíl Grulenko                       |
| Óblast de Stanislav            | Dolinsky                 | Nikolái Semanishin                    |
| Óblast de Sumy                 | Sumy                     | Iósif Gorlov                          |
| Óblast de Sverdlovsk           | Sverdlovsk               | Vasili Andrianov                      |
| Óblast de Sverdlovsk           | Chusovsky                | Mijaíl Artyushin                      |
| Óblast de Sverdlovsk           | Sverdlovsk-Kaganovichsky | Alekséi Grachev                       |
| Óblast de Sverdlovsk           | Perm                     | Dmitri Dmitriev                       |
| Óblast de Sverdlovsk           | Alapáyevsky              | Samson Kazantsev                      |
| Óblast de Sverdlovsk           | Mólotov                  | Aleksándr Ledentson                   |
| Óblast de Sverdlovsk           | Nadezhdinsky             | Semión Markin                         |
| Óblast de Sverdlovsk           | Sverdlovsk-Kaganovichsky | Iván Mitrakov                         |
| Óblast de Sverdlovsk           | Osinsky                  | Faddey Ponosov                        |
| Óblast de Sverdlovsk           | Kungursky                | Gueorgui Sofronov                     |
| Óblast de Sverdlovsk           | Sverdlovsk               | Abram Stolyar                         |
| Óblast de Sverdlovsk           | Komi-Permyak             | Anna Storozheva                       |
| Óblast de Sverdlovsk           | Voroshílovsky            | Mijaíl Tselishchev                    |
| Óblast de Sverdlovsk           | Nizhne-Tagil             | Serguéi Chernyj                       |
| Óblast de Sverdlovsk           | Sverdlovsk               | Vasili Chernyshov                     |
| Óblast de Sverdlovsk           | Krasnoufimsky            | Vladímir Shijodyrov                   |
| Óblast de Tambov               | Rasskazovsky             | Aleksándra Alushkina                  |
| Óblast de Tambov               | Penza                    | Aleksándr Batalin                     |
| Óblast de Tambov               | Kamensky                 | Volkan Goranov                        |
| Óblast de Tambov               | Penza                    | Fiódor Levin                          |
| Óblast de Tambov               | Tambov                   | Nikolái Loginov                       |
| Óblast de Tambov               | Kirsanovsky              | Egor Mitroshkin                       |
| Óblast de Tambov               | Michurinsky              | Mitrofan Mijín                        |
| Óblast de Tambov               | Nizhne-Lomovsky          | Vladímir Potemkin                     |
| Óblast de Tambov               | Morshansk                | Grigori Teleshev                      |
| Óblast de Tambov               | Tambov                   | Iván Chukanov                         |
| RASS Tártara                   | Chistopol                | Shafik Absalyamov                     |
| RASS Tártara                   | Kazán                    | Aleksándr Alemasov                    |
| RASS Tártara                   | Novo-Sheshminsky         | Suliemán Gafiatullin                  |
| RASS Tártara                   | Zeleno-Dolsky            | Andréi Grejov                         |
| RASS Tártara                   | Kazán                    | Piótr Gusev                           |
| RASS Tártara                   | Tetyushsky               | Fátima Zamaléyeva                     |
| RASS Tártara                   | Novo-Sheshminsky         | Vasili Mijaílov                       |
| RASS Tártara                   | Bugulma                  | Nikolái Spiridonov                    |
| RASS Tártara                   | Kukmor                   | Shamsinuri Jabibrajmanova             |
| RASS Tártara                   | Yelabuga                 | Fatyja Jismatov                       |
| RASS Tártara                   | Menzelinsky              | Said Sharaféyev                       |
| RSS de Tayikistán              | Stalinabad               | Lev Belsky                            |
| RSS de Tayikistán              | Kulyab                   | Mamadali Kurbanov                     |
| RSS de Tayikistán              | Stalinabad               | Dmitri Protopópov                     |
| RSS de Tayikistán              | Leninabad                | Mukum Sultánov                        |
| RSS de Tayikistán              | Garm                     | Munavar Shagadayev                    |
| Óblast de Ternópil             | Buchach                  | Evdokia Babetskaya                    |
| Óblast de Ternópil             | Chertkovsky              | Anton Vovk                            |
| Óblast de Ternópil             | Berezhansky              | Mijaíl Grechuja                       |
| Óblast de Ternópil             | Ternópil                 | Yuri Krij                             |
| Óblast de Ternópil             | Kremenets                | Mijaíl Slon                           |
| Óblast de Tula                 | Stalinogorsk             | Alekséi Bach                          |
| Óblast de Tula                 | Shchyokinsky             | Vasili Zhavoronk                      |
| Óblast de Tula                 | Shchyokinsky             | Andréi Koletvinov                     |
| Óblast de Tula                 | Stalinogorsk             | María Kostryukova                     |
| Óblast de Tula                 | Efremov                  | Serguéi Lebedev                       |
| Óblast de Tula                 | Tula                     | Aleksándr Ognev                       |
| Óblast de Tula                 | Tula                     | Yákov Soifer                          |
| Óblast de Tula                 | Tula                     | Fiódor Tókarev                        |
| Óblast de Tula                 | Kaluga                   | Alekséi Udaltsov                      |
| Óblast de Tula                 | Efremov                  | Nikolái Chmutov                       |
| RSS de Turkmenistán            | Asjabad                  | Andréi Andréiev                       |
| RSS de Turkmenistán            | Tashauz                  | Aitbai Judaibergenov                  |
| RSS de Turkmenistán            | Chardzhou                | Yákov Chubin                          |
| RSS de Turkmenistán            | Mary                     | Murad Chuletov                        |
| Óblast Autónomo de Tuvá        |                          | Salchak Toka                          |
| RASS de Udmurtia               | Glazovsky                | Stepan Barishníkov                    |
| RASS de Udmurtia               | Izhevsk                  | Serguéi Gradoboev                     |
| RASS de Udmurtia               | Glazovsky                | Artemy Pavlov                         |
| RASS de Udmurtia               | Mozhginsky               | Andréi Tronin                         |
| RASS de Udmurtia               | Sarapul                  | Anatoli Chekinov                      |
| RSS de Uzbekistán              |                          | Abduhabar Abdurahmanov                |
| RSS de Uzbekistán              | Leninsky                 | Derenik Apresyan                      |
| RSS de Uzbekistán              | Chimbay                  | Gulzara Artykova                      |
| RSS de Uzbekistán              | Mirzachul                | Tursun Arynova                        |
| RSS de Uzbekistán              | Namangan                 | Tayijón Askarova                      |
| RSS de Uzbekistán              | Andiján                  | Yuldash Ajunbabáyev                   |
| RSS de Uzbekistán              | Katta-Kurgan             | Usman Barakáyev                       |
| RSS de Uzbekistán              | Surjan-Darya             | Fritz Bauzer                          |
| RSS de Uzbekistán              | Kokand                   | Turdy Islamova                        |
| RSS de Uzbekistán              | Taskent-Leninsky         | Lázar Kaganóvich                      |
| RSS de Uzbekistán              | Namangán                 | Fiódor Kovalev                        |
| RSS de Uzbekistán              |                          | Aleksándr Kudryavtsev                 |
| RSS de Uzbekistán              | Samarcanda               | Aleksándr Loktionov                   |
| RSS de Uzbekistán              | Urgench                  | Pashsha Mahmudova                     |
| RSS de Uzbekistán              | Bey-Budinsky             | Egor Polníkov                         |
| RSS de Uzbekistán              | Taskent                  | Sultán Segizbayev                     |
| RSS de Uzbekistán              |                          | Jalil Turdyev                         |
| RSS de Uzbekistán              | Turtkul                  | Kurbanbái Turiev                      |
| RSS de Uzbekistán              | Bujará                   | Sharifbobo Jamráyev                   |
| RSS de Uzbekistán              | Bujará                   | Alanazar Judiev                       |
| RSS de Uzbekistán              | Samarcanda               | Atamurat Shirmuhamedov                |
| RSS de Uzbekistán              | Taskent-Stalin           | Usman Yusúpov                         |
| RSS de Uzbekistán              | Kokand                   | Pável Yákovlev                        |
| Óblast de Vileika              | Postavy                  | Iván Bogdanov                         |
| Óblast de Vileika              | Glubokoye                | Kuzma Kiselev                         |
| Óblast de Vileika              | Vileika                  | Vasili Stoma                          |
| Óblast de Vínnitsa             | Zhmerynsky               | Anton Dajnovsky                       |
| Óblast de Vínnitsa             | Kazatinsky               | Iván Depeshko                         |
| Óblast de Vínnitsa             | Vínnitsa                 | Boris Kislitsky                       |
| Óblast de Vínnitsa             | Gaysinsky                | Ekaterina Kozhushana                  |
| Óblast de Vínnitsa             | Bershad                  | Iván Malyutin                         |
| Óblast de Vínnitsa             | Vínnitsa                 | Gavriil Mishchenko                    |
| Óblast de Vínnitsa             | Tulchinsky               | Evgraf Perenchuk                      |
| Óblast de Vínnitsa             | Vínnitsa                 | Illarion Spivak                       |
| Óblast de Vínnitsa             | Mogilev-Podolsk          | Timofey Strokach                      |
| RASS de los Alemanes del Volga | Krasnokutsk              | Vladímir Dalinger                     |
| RASS de los Alemanes del Volga | Engelsky                 | Serguéi Malov                         |
| RASS de los Alemanes del Volga | Engelsky                 | Yákov Popok                           |
| Óblast de Vólogda              | Veliko-Ustyug            | Evgenia Artasheva                     |
| Óblast de Vólogda              | Vologda                  | Pável Komarov                         |
| Óblast de Vólogda              | Cherepovets              | Manefa Koryukina                      |
| Óblast de Vólogda              | Babayevsky               | Aleksándr Lobanov                     |
| Óblast de Vólogda              | Sokolsky                 | Rafaíl Lyskov                         |
| Óblast de Vólogda              | Jarovsky                 | Anna Ragina                           |
| Óblast de Vólogda              | Babayevsky               | Mijaíl Smirnov                        |
| Óblast de Volinia              | Kovel                    | Mijaíl Vasyuta                        |
| Óblast de Volinia              | Volodymyr-Volynsky       | María Druzhuk                         |
| Óblast de Volinia              | Kamen-Kashirsky          | Leonid Korniyets                      |
| Óblast de Volinia              | Lutsk                    | María Yakovyuk                        |
| Óblast de Vorónezh             | Bogucharsky              | Alekséi Badáiev                       |
| Óblast de Vorónezh             | Borisoglebsk             | Pável Bátov                           |
| Óblast de Vorónezh             | Ostrogozhsky             | Iván Vasiliev                         |
| Óblast de Vorónezh             | Lipetsk                  | Mijaíl Vodopyanov                     |
| Óblast de Vorónezh             | Usman                    | Alekséi Gorbachov                     |
| Óblast de Vorónezh             | Liskinsky                | Mitrofan Zhelezni                     |
| Óblast de Vorónezh             | Novojopyorsk             | Nikolái Kamanin                       |
| Óblast de Vorónezh             | Gryazevsky               | Anton Kozlov                          |
| Óblast de Vorónezh             | Ostrogozhsky             | Piótr Korkin                          |
| Óblast de Vorónezh             | Borisoglebsk             | Evgeniya Lozina                       |
| Óblast de Vorónezh             | Rossoshansky             | Piótr Nemchenko                       |
| Óblast de Vorónezh             | Vorónezh                 | Vladímir Nikitin                      |
| Óblast de Vorónezh             | Vorónezh                 | Tijón Tkachev                         |
| Óblast de Vorónezh             | Semiluki                 | Daria Tsygankova                      |
| Óblast de Vorónezh             | Buturlinovsky            | Tatiana Shapovalova                   |
| Óblast de Voroshílovgrado      | Lisichansk               | Iván Serov                            |
| Óblast de Yaroslavl            | Yaroslavl                | Lidia Valyáyeva                       |
| Óblast de Yaroslavl            | Galich                   | Mijaíl Gromov                         |
| Óblast de Yaroslavl            | Buisk                    | Aleksándr Danílov                     |
| Óblast de Yaroslavl            | Kostroma                 | Gueorgui Dimitrov                     |
| Óblast de Yaroslavl            | Yaroslavl                | Nikolái Zimin                         |
| Óblast de Yaroslavl            | Rybinsk                  | Mijaíl Kaganóvich                     |
| Óblast de Yaroslavl            | Rostov                   | Iván Klímov                           |
| Óblast de Yaroslavl            | Yaroslavl                | Nikolái Patolichev                    |
| Óblast de Yaroslavl            | Rybinsk                  | Elena Soboleva                        |
| RASS de Yakutia                | Yakutsk                  | Stepan Arzhakov                       |
| Óblast de Zhytomyr             | Korostensky              | María Bovsunovskaya                   |
| Óblast de Zhytomyr             | Zhytomyr                 | Vasili Gerasimenko                    |
| Óblast de Zhytomyr             | Malinsky                 | Tatiana Dubok                         |
| Óblast de Zhytomyr             | Korostensky              | Andréi Lepin                          |
| Óblast de Zhytomyr             | Novograd-Volynsky        | Vasili Starchenko                     |
| Óblast de Zhytomyr             | Zhytomyr                 | Mijaíl Syromyatníkov                  |
| Óblast de Zhytomyr             | Berdichevsky             | Alekséi Tonkoshkuri                   |
| Óblast de Zhytomyr             | Novogrado-Volynsky       | Aleksándr Faibyshev                   |
| Óblast de Zhytomyr             | Zhytomyr                 | Iván Fedko                            |

## Sóviet de las Nacionalidades
| República                              | Distrito                 | Diputado                  |
| -------------------------------------- | ------------------------ | ------------------------- |
| RASS de Abjasia                        | Ochemir                  | Ushua Ajuba               |
| RASS de Abjasia                        | Sujumi-Karl Liebknecht   | Kirill Bechvaya           |
| RASS de Abjasia                        | Gudauta                  | Mijaíl Delba              |
| RASS de Abjasia                        | Kaldahvar                | Ignati Kokoskiria         |
| RASS de Abjasia                        | Sujumi                   | Víktor Kukba              |
| RASS de Abjasia                        | Gulripshsky              | Stepan Mamulov            |
| RASS de Abjasia                        | Gali                     | Aleksándr Mirtsjulava     |
| RASS de Abjasia                        | Gali                     | Aleksándr Topuridze       |
| RASS de Abjasia                        | Gagra                    | Semión Joshtaria          |
| RASS de Abjasia                        | Tkvarcheli               | Nikolái Juntua            |
| RASS de Abjasia                        | Sujumi                   | Mija Tsjakaya             |
| Óblast Autónomo Adigués                | Koshehabl                | Magil Begeretov           |
| Óblast Autónomo Adigués                | Maikop                   | Mijaíl Burmistenko        |
| Óblast Autónomo Adigués                | Maykop                   | Dmitri Elin               |
| Óblast Autónomo Adigués                | Jakurata                 | Hasan Temruk              |
| Óblast Autónomo Adigués                | Krasnogvardeisky         | Biremjan Shjacheva        |
| Distrito Autónomo de Aga-Buriatia      | Garm                     | Bato Badmáyev             |
| RSS de Armenia                         | Ciudad de Ereván         | Karo Halabyan             |
| RSS de Armenia                         | Vagharshapat             | Aleksan Aleksanyan        |
| RSS de Armenia                         | Leninakán                | Veniamin Aleksanyan       |
| RSS de Armenia                         | Ereván                   | Aram Harutyunyan          |
| RSS de Armenia                         | Mikoyanovsky             | Shmavon Arushanyan        |
| RSS de Armenia                         | Ijeván                   | Avetik Baburyan           |
| RSS de Armenia                         | Vedinsky                 | Rza Valibeyov             |
| RSS de Armenia                         | Kirovakán                | Sanasar Vobyan            |
| RSS de Armenia                         | Alaverdi                 | Andrias Zajaryan          |
| RSS de Armenia                         | Nor-Bayazet              | Kalipse Karapetyan        |
| RSS de Armenia                         | Ereván-Kirovsky          | Alekséi Korotkov          |
| RSS de Armenia                         | Ereván-Kirovksky         | Mijaíl Litvin             |
| RSS de Armenia                         | Basargechar              | Aydy Mamedov              |
| RSS de Armenia                         | Aparan                   | Nadoe Majmudov            |
| RSS de Armenia                         | Ereván-Stalin            | Anastás Mikoyán           |
| RSS de Armenia                         | Amasi                    | Minas Hovhannisyan        |
| RSS de Armenia                         | Kamarly                  | Hovhannes Hovhannisyan    |
| RSS de Armenia                         | Ereván                   | Levon Osepyan             |
| RSS de Armenia                         | Stepanavan               | Matsak Papyan             |
| RSS de Armenia                         | Kafán                    | Minas Papyan              |
| RSS de Armenia                         | Hoktemberyan             | Gavriil Petrov            |
| RSS de Armenia                         | Artik                    | Garegin Sargsyan          |
| RSS de Armenia                         | Ajtinsky                 | Jachatur Sargsyan         |
| RSS de Armenia                         | Dilijan                  | Matevos Tamrazyan         |
| RSS de Armenia                         | Ereván                   | Arusyak Jachikyan-Alikyan |
| RSS de Armenia                         | Leninakán                | Tsatur Tsaturyan          |
| RASS de Ayaria                         | Keda                     | Jusiya Dumbadzhe          |
| RASS de Ayaria                         | Batumi-Shahumyan         | Iósif Kochlamazashvili    |
| RASS de Ayaria                         | Shuajevsky               | Archil Maisuradze         |
| RASS de Ayaria                         | Chakvin                  | Aleksándr Machavariani    |
| RASS de Ayaria                         | Kobuleti                 | Akaki Kvatadze            |
| RASS de Ayaria                         | Batumi-Beria             | Vsévolod Merkúlov         |
| RASS de Ayaria                         | Batumi-Primorsky         | Nikolái Rujadze           |
| RASS de Ayaria                         | Kapandibsky              | Tamara Birkadze           |
| RASS de Ayaria                         | Batumi-Frunzensky        | Vagan Grigoryan           |
| RASS de Ayaria                         | Urejsky                  | Aishe Gurgenidze          |
| RASS de Ayaria                         | Juli                     | Redzheb Yincharadze       |
| RSS de Azerbaiyán                      | Kasum-Izmailovsky        | Agha Huseynov             |
| RSS de Azerbaiyán                      | Yevlaj                   | Ahmed Aliyev              |
| RSS de Azerbaiyán                      | Nujinsky                 | Iskender Aliyev           |
| RSS de Azerbaiyán                      | Aghdam                   | Ibragim Asadulláyev       |
| RSS de Azerbaiyán                      | Bakú-Octubre             | Chimnaz Aslanova          |
| RSS de Azerbaiyán                      | Shemarja                 | Leila Babazade            |
| RSS de Azerbaiyán                      | Bakú-Voroshílov          | Ali Babayev               |
| RSS de Azerbaiyán                      | Shamjor                  | Basti Baghirova           |
| RSS de Azerbaiyán                      | Qubá                     | Balamet Balametov         |
| RSS de Azerbaiyán                      | Najicheván               | Uzeyir Hajibeyov          |
| RSS de Azerbaiyán                      | Kírovabad                | Oruj Huseynov             |
| RSS de Azerbaiyán                      | Lachin                   | Amirulla Dadashev         |
| RSS de Azerbaiyán                      | Gazaj                    | Mirza Ibrahimov           |
| RSS de Azerbaiyán                      | Bakú-Leninsky            | Vladímir Ignatiev         |
| RSS de Azerbaiyán                      |                          | Islam Islamzade           |
| RSS de Azerbaiyán                      | Geokchay                 | Kazim Ismailov            |
| RSS de Azerbaiyán                      | Sabid-Abad               | Mir Bashir Gasimov        |
| RSS de Azerbaiyán                      | Bakú-Shahumyan           | Nikolái Kulkov            |
| RSS de Azerbaiyán                      | Iankaran                 | Abulfat Mamedov           |
| RSS de Azerbaiyán                      | Salyan                   | Mirza Mamedov             |
| RSS de Azerbaiyán                      | Jachmaz                  | Mir Asadullah Mirkasimov  |
| RSS de Azerbaiyán                      | Massali                  | Ibragim Nazarov           |
| RSS de Azerbaiyán                      | Zagatala                 | Sona Nurieva              |
| RSS de Azerbaiyán                      | Stepanakert              | Farandzem Sailyan         |
| RSS de Azerbaiyán                      | Bakú-Dzerzhinsky         | Serguéi Sinaisky-Mijaílov |
| RSS de Azerbaiyán                      | Bakú                     | Mir Teymur Yakubov        |
| RASS de Baskiria                       | Duván                    | Sagit Alibáyev            |
| RASS de Baskiria                       | Meleuzovsky              | Rajim Ibragimov           |
| RASS de Baskiria                       | Beloretsk                | Ekaterina Isakova         |
| RASS de Baskiria                       | Birsk                    | Mirzaján Kashapov         |
| RASS de Baskiria                       | Ufa                      | Timofey Kryukov           |
| RASS de Baskiria                       | Yanaul                   | Raijani Muslyumova        |
| RASS de Baskiria                       | Belebey                  | Aleksándr Poskrebyshev    |
| RASS de Baskiria                       | Ufa                      | Sharifa Timirgalina       |
| RASS de Baskiria                       | Tuymazinsky              | Jasán Utyashev            |
| RASS de Baskiria                       | Ufa                      | Asyan Ajmetov             |
| RASS de Baskiria                       | Sterlitamak              | Fiódor Bakaldin           |
| RASS de Baskiria                       | Ufa                      | Galimzyan Valéyev         |
| RSS de Bielorrusia                     | Borisov                  | Elizaveta Belaya          |
| RSS de Bielorrusia                     | Gorki                    | Grigori Belkin            |
| RSS de Bielorrusia                     | Osipovichi               | Iván Bylinsky             |
| RSS de Bielorrusia                     | Minsk                    | Vladímir Vanéyev          |
| RSS de Bielorrusia                     | Vitebsk                  | Kirill Vlasenko           |
| RSS de Bielorrusia                     | Klimovichi               | Vasili Goncharov          |
| RSS de Bielorrusia                     | Osipovichi               | Eliséi Goryachev          |
| RSS de Bielorrusia                     | Brobuisk                 | Serguéi Denisov           |
| RSS de Bielorrusia                     | Bykhov                   | Suklet Evmenova           |
| RSS de Bielorrusia                     | Mozyr                    | Alekséi Ermak             |
| RSS de Bielorrusia                     | Orsha                    | Iván Zhabrev              |
| RSS de Bielorrusia                     | Borisov                  | Ekaterina Zhurankova      |
| RSS de Bielorrusia                     | Minsk                    | Iván Znachenok            |
| RSS de Bielorrusia                     | Mogilev                  | Aleksándr Ivanov          |
| RSS de Bielorrusia                     | Pinsk                    | Anton Klevets             |
| RSS de Bielorrusia                     | Slutsk                   | Mijaíl Kulagin            |
| RSS de Bielorrusia                     | Vitebsk                  | Alekséi Levitsky          |
| RSS de Bielorrusia                     | Mogilev                  | Nina Lisunova             |
| RSS de Bielorrusia                     | Vileika                  | Anton Malevich            |
| RSS de Bielorrusia                     | Mozyr                    | Dmitri Markin             |
| RSS de Bielorrusia                     | Rechitsa                 | Arjip Matyushenko         |
| RSS de Bielorrusia                     | Lepel                    | Serguéi Melnikov          |
| RSS de Bielorrusia                     | Zhlobin                  | Evdokia Minova            |
| RSS de Bielorrusia                     | Gomel                    | Semión Ostapov            |
| RSS de Bielorrusia                     | Brest                    | Stepan Peteruja           |
| RSS de Bielorrusia                     | Grodno                   | Serguéi Pritytsky         |
| RSS de Bielorrusia                     | Slutsk                   | Sofía Rachenok            |
| RSS de Bielorrusia                     | Polotsk                  | Vasili Sedij              |
| RSS de Bielorrusia                     | Orsha                    | Iván Stulov               |
| RSS de Bielorrusia                     | Bialystok                | Iván Turleisky            |
| RSS de Bielorrusia                     | Gomel                    | Mijaíl Finogenov          |
| RSS de Bielorrusia                     | Baranovichi              | María Chernik             |
| RSS de Bielorrusia                     | Orsha                    | Vasili Shishkov           |
| RASS Buriato-Mongola                   | Yeravninsky              | Gombo Belgáyev            |
| RASS Buriato-Mongola                   | Kabansky                 | Nikifor Kurbatov          |
| RASS Buriato-Mongola                   | Ulan-Ude                 | Alekséi Moksoev           |
| RASS Buriato-Mongola                   | Kiajta                   | Darima Namsaráyeva        |
| RASS Buriato-Mongola                   | Dzhida                   | Ermolái Petrov            |
| RASS Buriato-Mongola                   | Tarbagatái               | Gavriil Popov             |
| RASS Buriato-Mongola                   | Ulan-Ude                 | Vasili Tkachev            |
| RASS Buriato-Mongola                   | Tunkinsky                | Dorzha Tsybikov           |
| RASS Buriato-Mongola                   | Ulan-Ude                 | Gunsyn Tsydenova          |
| RASS Buriato-Mongola                   | Bichursky                | Alekséi Varfoloméyev      |
| RASS Buriato-Mongola                   | Barguzinsky              | María Jajalova            |
| RASS de Carelia                        | Medvezhyegorsk           | Anna Klyucharyova         |
| RASS de Carelia                        | Pudozh                   | María Kostina             |
| RASS de Carelia                        | Segozersky               | Stepan Lokkin             |
| RASS de Carelia                        | Olonets/Pryazhinsky      | Ilya Mazuruk              |
| RASS de Carelia                        | Petrozavodsk/Oktyabrsky  | Iván Papanin              |
| RASS de Carelia                        | Kemsky                   | Aleksándr Spiridonov      |
| RASS de Carelia                        | Kemsky                   | Toivo Antikainen          |
| RASS de Carelia                        | Rugozersky               | Aksel Antilla             |
| RASS de Carelia                        | Kondopozhsky             | Anna Afanaseva            |
| RASS de Carelia                        | Olonetsky                | Andréi Bogdánov           |
| RASS de Carelia                        | Petrozavodsk             | Viktor Vavashkin          |
| RASS de Carelia                        | Kandalaksha/Pervomaisky  | Boris Vedeneyev           |
| RASS de Carelia                        | Prionezhsky              | Tatiana Vikulina          |
| RASS de Carelia                        | Kemsky                   | Voldemar Virolainen       |
| RASS de Carelia                        | Soroksky                 | Mark Gorbachov            |
| RASS de Carelia                        | Medvezhyegorsky          | Piótr Gotchiev            |
| RASS de Carelia                        | Pudozhsky                | Nikolái Dildenkin         |
| RASS de Carelia                        | Pitkyaranta              | Vasili Dolmatov           |
| RASS de Carelia                        | Kyakisalm                | Otto Kuusinen             |
| RASS de Carelia                        | Zaretsky                 | Tuure Lejen               |
| RASS de Carelia                        | Sortavalsky              | Inkeri Lejtinen           |
| RASS de Carelia                        | Suoyarvsky               | Kirill Meretskov          |
| RASS de Carelia                        | Loujsky                  | Pável Prokkonen           |
| RASS de Carelia                        | Viipursky                | Grigori Sedov             |
| RASS de Carelia                        | Belomorsky               | Nikolái Sorokin           |
| RASS de Carelia                        | Zaonezhky                | Iósif Syukiyainen         |
| RASS de Carelia                        | Viipur                   | Adolf Taimi               |
| RASS de Carelia                        | Kondopozhsky             | Armas Eykiya              |
| Distrito Nacional de Carelia           |                          | Mijaíl Kuzmín             |
| RASS de Chechenia e Ingusetia          | Sunzha                   | Aleksandra Andreychuk     |
| RASS de Chechenia e Ingusetia          | Grozny-Stalin            | Aleksandra Artamonova     |
| RASS de Chechenia e Ingusetia          | Nazran                   | Víktor Ivánov             |
| RASS de Chechenia e Ingusetia          | Nazran                   | Nikita Ivánov             |
| RASS de Chechenia e Ingusetia          | Grozny-Oktyabrsky        | Mussa Magomerzoev         |
| RASS de Chechenia e Ingusetia          | Grozny                   | Vladímir Stavsky          |
| RASS de Chechenia e Ingusetia          | Shali                    | Doku Suleimanov           |
| RASS de Chechenia e Ingusetia          | Malgobek                 | Yúsup Tambiev             |
| RASS de Chechenia e Ingusetia          | Shatoevsky               | Mazlak Usháyev            |
| RASS de Chechenia e Ingusetia          | Shatoevsky               | Abu Jasanov               |
| RASS de Chechenia e Ingusetia          | Urus-Martan              | Yahyad Tsomáyev           |
| RASS de Chechenia e Ingusetia          | Vedensky                 | Grigori Stern             |
| RASS de Chechenia e Ingusetia          | Gudermesky               | Shirvani Dacháyev         |
| Óblast Autónomo Cherkeso               | Kuva                     | Miza Laguchev             |
| Óblast Autónomo Cherkeso               | Jabez                    | Marfa Selgeyeva           |
| Óblast Autónomo Cherkeso               | Yezhovo-Cherkessky       | Shajim Tengizov           |
| Óblast Autónomo Cherkeso               | Yezhovo-Cherkessky       | Salman Shumajov           |
| Óblast Autónomo Cherkeso               | Ikon-Jalkovsky           | Fatima Shutukova          |
| Óblast de Chernivtsí                   | Chernivtsí               | Iván Grushetsky           |
| Distrito Autónomo de Chukotka          |                          | Tevlianto                 |
| RASS de Chuvasia                       | Urmarsky                 | Gerasim Ivánov            |
| RASS de Chuvasia                       | Ibresinsky               | Serguéi Korotkov          |
| RASS de Chuvasia                       | Tsivilsky                | Piótr Krasnov             |
| RASS de Chuvasia                       | Alatyr                   | Tamara Moiséyeva          |
| RASS de Chuvasia                       | Sumerlinsky              | Iván Nóvikov              |
| RASS de Chuvasia                       | Yadrinsky                | Yákov Pávlov              |
| RASS de Chuvasia                       | Vurnarsky                | Piótr Pumpur              |
| RASS de Chuvasia                       | Yadrinsky                | Alekséi Rozanov           |
| RASS de Chuvasia                       | Cheboksary               | María Sajyanova           |
| RASS de Chuvasia                       | Cheboksary               | Alekséi Stetsky           |
| RASS de Chuvasia                       | Batyrevsky               | Olga Jaritonova           |
| RASS de Chuvasia                       | Cheboksary               | Iván Charykov             |
| RASS de Chuvasia                       | Urmarsky                 | Stepan Belolipetski       |
| RASS de Chuvasia                       | Kanashky                 | Aleksándr Gorkin          |
| RASS de Crimea                         | Feodosia                 | Román Arnautov            |
| RASS de Crimea                         | Sebastopol               | Vasili Efremov            |
| RASS de Crimea                         | Bajchisarai              | Memet Ibraimov            |
| RASS de Crimea                         | Simferopol               | Amet Ismailov             |
| RASS de Crimea                         | Dzhankoy                 | Nevri Kalilyáyev          |
| RASS de Crimea                         | Kerch                    | Zeynab Menalieva          |
| RASS de Crimea                         | Yalta                    | Abdul Jalal Menbariev     |
| RASS de Crimea                         | Evpatoria                | Filipp Oktyabrsky         |
| RASS de Crimea                         | Kerch                    | Alekséi Osipchuk          |
| RASS de Crimea                         | Karasubazar              | Yákub Seitov              |
| RASS de Crimea                         | Evpatoria                | Piótr Smirnov-Svetlovsky  |
| RASS de Crimea                         | Biyuk-Onlar              | Margarita Schlegel        |
| RASS de Daguestán                      | Derbent                  | Abdulla Abdulláyev        |
| RASS de Daguestán                      | Junzaj                   | Shajrozat Kadieva         |
| RASS de Daguestán                      | Jasav-Yurt               | Ismail Kuntuganov         |
| RASS de Daguestán                      | Kizlyar                  | Vasili Lomonosov          |
| RASS de Daguestán                      | Laksky                   | Gadzhi Maluchiev          |
| RASS de Daguestán                      | Sergo-Kalinsky           | Zajar Mardajáyev          |
| RASS de Daguestán                      | Majach-Kalinsky          | Adilgiréi Tajtárov        |
| RASS de Daguestán                      | Buinaksky                | Bagautdin Fayzulláyev     |
| RASS de Daguestán                      | Ajtyn                    | Sabiyat Shapieva          |
| RASS de Daguestán                      | Botlij                   | Gueorgui Baidukov         |
| RASS de Daguestán                      | Majach-Kalinsky          | Gaifulla Garifulin        |
| RSS de Estonia                         | Rakvere                  | Nigol Andresen            |
| RSS de Estonia                         | Harju Oriental           | Heinrich Ansip            |
| RSS de Estonia                         | Kivioli                  | Herman Arbon              |
| RSS de Estonia                         | Petser                   | Arnold Veimer             |
| RSS de Estonia                         | Tartu                    | Viktor Kihno              |
| RSS de Estonia                         | Tallin Nõmme             | Anatoly Konyáyev          |
| RSS de Estonia                         | Valga                    | Johannes Cruzi            |
| RSS de Estonia                         | Parnu                    | Boris Kumm                |
| RSS de Estonia                         | Harju Occidental         | Olga Lauristin            |
| RSS de Estonia                         | Narva                    | Meta Luhakyiv             |
| RSS de Estonia                         | Lyaneesky                | Jaan Neemsalu             |
| RSS de Estonia                         | Tallin Occidental        | Jüri Nuut                 |
| RSS de Estonia                         | Tallin Lasnamäe          | Feodor Okk                |
| RSS de Estonia                         | Viljandi                 | Elfriede Piip             |
| RSS de Estonia                         | Viljandi                 | Ann Plekksepp             |
| RSS de Estonia                         | Petser Priozerny         | Iván Savin                |
| RSS de Estonia                         | Tartu                    | Voldemar Sassi            |
| RSS de Estonia                         | Võru                     | Oskar Sepre               |
| RSS de Estonia                         | Mustvee                  | Johannes Sommer           |
| RSS de Estonia                         | Pärnu                    | Johannes Somson           |
| RSS de Estonia                         | Paide                    | Erich Tarkpea             |
| RSS de Estonia                         | Tallin Norte             | Juliana Telman            |
| RSS de Estonia                         | Tartu Sur                | Alice Haberman            |
| RSS de Estonia                         | Saare                    | Johan Ellam               |
| RSS de Estonia                         | Hapsalu                  | August Jakobson           |
| Óblast Autónomo de Evenkía             |                          | Aleksándr Davydkin        |
| RSS de Georgia                         | Gurjaani                 | Bagrat Arutyunov          |
| RSS de Georgia                         |                          | Mijaíl Baramia            |
| RSS de Georgia                         | Jashur                   | Nina Birkadze             |
| RSS de Georgia                         | Tiflis                   | Piótr Vershkov            |
| RSS de Georgia                         | Tiflis-Ordzhonikidze     | Mijaíl Gvishiani          |
| RSS de Georgia                         | Ajalkalaki               | Serguéi Goglidze          |
| RSS de Georgia                         | Ambrolaur                | Grigori Gorgidze          |
| RSS de Georgia                         | Stalinirsky              | Gueorgi Gochashvili       |
| RSS de Georgia                         | Ajaltsije                | Vladímir Dekanózov        |
| RSS de Georgia                         |                          | Makari Dzhashi            |
| RSS de Georgia                         | Chojatauri               | Ilya Dolidze              |
| RSS de Georgia                         | Tiflis                   | Serguéi Ishjanov          |
| RSS de Georgia                         | Chiatura                 | David Kapanadze           |
| RSS de Georgia                         | Sagnaj                   | Grigori Karanadze         |
| RSS de Georgia                         | Sujumi                   | Platon Kikoria            |
| RSS de Georgia                         | Kutaisi                  | Alekséi Sajaya            |
| RSS de Georgia                         | Zestafon                 | Vladímir Saladze          |
| RSS de Georgia                         | Samtred                  | Isidor Silagadze          |
| RSS de Georgia                         | Batumi                   | Gueorgi Sturua            |
| RSS de Georgia                         | Gegechkor                | Akaki Jorava              |
| RSS de Georgia                         | Tiflis-Leninsky          | Andréi Tsiklauri          |
| RSS de Georgia                         | Telavsky                 | Mijaíl Chiaureli          |
| RSS de Georgia                         | Tiflis-Stalin            | David Chichinadze         |
| RSS de Georgia                         | Sujumi                   | Piótr Sharia              |
| RSS de Georgia                         | Poti                     | Gogosha Shartava          |
| RSS de Georgia                         | Zugdidi                  | Kalistrat Sherozia        |
| RSS de Georgia                         | Gori                     | Vasili Egnatashvili       |
| Óblast Autónomo de Gorno-Badajshán     | Ishkashim                | Navruz Ishmatuv           |
| Óblast Autónomo de Gorno-Badajshán     | Shugnan                  | Andréi Morozov            |
| Óblast Autónomo de Gorno-Badajshán     | Jorog                    | Muhamedamir Niyazov       |
| Óblast Autónomo de Gorno-Badajshán     |                          | Gulbegim Ramonova         |
| Óblast Autónomo de Gorno-Badajshán     | Rushan                   | Jolmamad Sodatov          |
| Óblast Autónomo de Gorno-Badajshán     | Murghab                  | Xabi Jaliullin            |
| Óblast Autónomo Hebreo                 | Smidovichi               | Aleksándr Vologin         |
| Óblast Autónomo Hebreo                 | Birobidzhan              | Izraíl Goldmacher         |
| Óblast Autónomo Hebreo                 | Smidovichi               | Vladímir Istomin          |
| Óblast Autónomo Hebreo                 | Blucherovsky             | Iván Kropachev            |
| Óblast Autónomo Hebreo                 | Stalin                   | Leia Lishnianskaya        |
| Óblast Autónomo Hebreo                 | Birsk                    | Girsh Sujarev             |
| Óblast de Izmaíl                       | Akkerman                 | Mijaíl Kuznetsov          |
| Óblast Autónomo de Jakasia             | Askysky                  | Piótr Babin               |
| Óblast Autónomo de Jakasia             | Saralinsky               | Serguéi Inkizhekov        |
| Óblast Autónomo de Jakasia             | Abakan                   | Arkadi Filippov           |
| Óblast Autónomo de Jakasia             | Shirinsky                | Zajar Himes               |
| Óblast Autónomo de Jakasia             | Tashtyn                  | Kirill Cheglybashev       |
| RASS de Kabardia-Balkaria              | Nalchik                  | Nikolái Antonov           |
| RASS de Kabardia-Balkaria              |                          | Jafisat Atakueva          |
| RASS de Kabardia-Balkaria              |                          | Jasanbi Ajojov            |
| RASS de Kabardia-Balkaria              | Chereksky                | Shamkiz Beppáyeva         |
| RASS de Kabardia-Balkaria              | Oktyabrisky              | Víktor Vesnín             |
| RASS de Kabardia-Balkaria              |                          | Serguéi Vojmyanin         |
| RASS de Kabardia-Balkaria              | Primalkinsky             | Názar Karnauj             |
| RASS de Kabardia-Balkaria              |                          | Pável Krílov              |
| RASS de Kabardia-Balkaria              | Nagorny                  | Bata Kuev                 |
| RASS de Kabardia-Balkaria              | Projladnensky            | Anatoli Liapidevsky       |
| RASS de Kabardia-Balkaria              | Urvansky                 | Bilia Misostishjova       |
| RASS de Kabardia-Balkaria              | Elbrus                   | Amush Nastayev            |
| RASS de Kabardia-Balkaria              |                          | Majchuv Sanov             |
| RASS de Kabardia-Balkaria              |                          | Alí Sasikov               |
| RASS de Kabardia-Balkaria              |                          | Chomay Uyanáyev           |
| RASS de Kabardia-Balkaria              | Stalinsky                | Fiódor Faddeyev           |
| RASS de Kabardia-Balkaria              | Tersky                   | Jalid Jagurov             |
| RASS de Kabardia-Balkaria              | Baksansky                | Ishu Cherkesov            |
| RASS de Kalmukia                       | Troitsky                 | Mijaíl Arjakov            |
| RASS de Kalmukia                       |                          | Baseng Dordzhiev          |
| RASS de Kalmukia                       | Shebenerovsky            | Nalyi Gariáyev            |
| RASS de Kalmukia                       | Priyutinsky              | Lidzhi Kilganov           |
| RASS de Kalmukia                       | Bashantinsky             | Buga Manzhieva            |
| RASS de Kalmukia                       | Logan                    | Ochir Nardáyev            |
| RASS de Kalmukia                       | Elista                   | Pável Ozerkin             |
| RASS de Kalmukia                       | Kanukovsky               | Gorlya Ochirov            |
| RASS de Kalmukia                       | Dolbansky                | Vladímir Pushkin          |
| RASS de Kalmukia                       | Malo-Derbetovsky         | Nikolái Surikov           |
| RASS de Kalmukia                       | Sadovsky                 | Vasili Jomutnikov         |
| Óblast Autónomo de Karachái            | Mikoyán-Shahar           | Ibragim Baiyev            |
| Óblast Autónomo de Karachái            | Pregradnensky            | Stepan Voblenko           |
| Óblast Autónomo de Karachái            | Ust-Dzhegutinsky         | Ibragim Temirov           |
| Óblast Autónomo de Karachái            | Zelenchuk                | Vladímir Udov             |
| Óblast Autónomo de Karachái            | Uchkulansky              | Magomet Chotcháyev        |
| RASS de Karakalpakia                   | Shabbaz                  | Berdybái Dostanbekov      |
| RASS de Karakalpakia                   | Kungradsky               | Oka Gorodovikov           |
| RASS de Karakalpakia                   | Turtkul                  | Vladímir Kondrashkin      |
| RASS de Karakalpakia                   | Tajta-Kupyr              | Jumabay Kurbanov          |
| RASS de Karakalpakia                   | Chimbay                  | Tajidin Matsapáyev        |
| RASS de Karakalpakia                   | Tamdynsky                | Allan Norbáyev            |
| RASS de Karakalpakia                   | Turtkul                  | Vasili Pavlov             |
| RASS de Karakalpakia                   | Jojeyli                  | Pirzhan Seitov            |
| RASS de Karakalpakia                   | Muynar                   | Kosái Utegenov            |
| RASS de Karakalpakia                   | Kuibyshevsky             | Kurbanái Jalikeyev        |
| RASS de Karakalpakia                   | Kegeilinsky              | Ibrahim Ceadir-Bergenov   |
| RSS de Kazajistán                      |                          | Muhamedzhan Abdykalykov   |
| RSS de Kazajistán                      | Aktobe                   | Tuleu Aldabergenov        |
| RSS de Kazajistán                      | Kokchetav                | Toke Amrin                |
| RSS de Kazajistán                      | Karatal                  | Chakpak Artykbáyev        |
| RSS de Kazajistán                      | Semipalatinsk            | Konstantín Barmashov      |
| RSS de Kazajistán                      | Talas                    | Lukyan Bereznyak          |
| RSS de Kazajistán                      |                          | Gabdulla Buzurbáyev       |
| RSS de Kazajistán                      |                          | Andréi Vasilevsky         |
| RSS de Kazajistán                      | Kírovsky                 | Iván Gavrilenko           |
| RSS de Kazajistán                      | Aktobe                   | Makái Dzhunusov           |
| RSS de Kazajistán                      | Kelen                    | Baibek Ermekov            |
| RSS de Kazajistán                      | Gurievsky                | Sabir Zurbáyev            |
| RSS de Kazajistán                      |                          | Yákov Inochkin            |
| RSS de Kazajistán                      | Kokpektinsky             | Isen Isenbáyev            |
| RSS de Kazajistán                      | Pavlodar                 | Seidajmet Isjakov         |
| RSS de Kazajistán                      | Akmola                   | Abdisamet Kazakpáyev      |
| RSS de Kazajistán                      | Kostanay                 | Jasen Karasáyev           |
| RSS de Kazajistán                      | Almaty                   | Olga Koteneva             |
| RSS de Kazajistán                      | Ayaguz                   | Tatigali Kuzhanov         |
| RSS de Kazajistán                      | Karaganda                | Tusup Kuzembáyev          |
| RSS de Kazajistán                      | Karatal                  | Dzhek Kulitov             |
| RSS de Kazajistán                      | Urales                   | Iván Logvinenko           |
| RSS de Kazajistán                      | Kyzyl-Orda               | Birzhan Mankin            |
| RSS de Kazajistán                      | Petropavlovsk            | Andréi Mijin              |
| RSS de Kazajistán                      | Turkestán                | Sharap Niyázov            |
| RSS de Kazajistán                      | Petropavlovsk            | Sadyk Nurpeisov           |
| RSS de Kazajistán                      | Alma-Ata                 | Salija Ongarbáyeva        |
| RSS de Kazajistán                      | Kírovsky                 | Nikolái Skvortsov         |
| RSS de Kazajistán                      | Mólotov                  | Shamujan Taukejanov       |
| RSS de Kazajistán                      | Chimkent                 | Nurbapa Umurzakov         |
| RSS de Kazajistán                      | Uralsk                   | Sharip Utepov             |
| RSS de Kazajistán                      |                          | Gabdulla Chulanov         |
| RSS de Kirguistán                      | Issyk-Kul                | Beishembay Alapáyev       |
| RSS de Kirguistán                      | Stalin                   | Kalima Amankulova         |
| RSS de Kirguistán                      | Budyonnovsky             | Afanasi Vasilenko         |
| RSS de Kirguistán                      | Chuy                     | Valentina Grizodúbova     |
| RSS de Kirguistán                      | Ketmen-Tyubinsky         | Nikolái Gusev             |
| RSS de Kirguistán                      |                          | Kadyraly Dzhanaliev       |
| RSS de Kirguistán                      | Frunzensky               | Anna Zhajarenko           |
| RSS de Kirguistán                      | Oktiabrski               | Iván Ivánov               |
| RSS de Kirguistán                      | Karavan                  | Mukash Imanbáyev          |
| RSS de Kirguistán                      | Kaganovichisky           | Surakán Kainazárova       |
| RSS de Kirguistán                      | Guilchinsky              | Kerim Kenebáyev           |
| RSS de Kirguistán                      | Kochkor                  | Dzhanybai Kenenbáyev      |
| RSS de Kirguistán                      |                          | Fiódor Kudímov            |
| RSS de Kirguistán                      | Mólotov                  | Solomón Lozovski          |
| RSS de Kirguistán                      | Osh                      | Abdylas Maldybáyev        |
| RSS de Kirguistán                      | Karakol                  | Boris Mijáilov            |
| RSS de Kirguistán                      | Kant                     | Aleksándr Nikitin         |
| RSS de Kirguistán                      | Uzgen                    | Mamat Nurbáyev            |
| RSS de Kirguistán                      | Balykchy                 | Iván Rebrov               |
| RSS de Kirguistán                      | Osh                      | Tyuglbay Sakiev           |
| RSS de Kirguistán                      | Naryn                    | Ibray Sorombáyev          |
| RSS de Kirguistán                      | Jalal-Abad               | Kambaraly Surabáyev       |
| RSS de Kirguistán                      | Kalininsky               | Shairboby Tezikbáyeva     |
| RSS de Kirguistán                      | Bazar-Kurgan             | Oguljan Tojtabáyeva       |
| RSS de Kirguistán                      | Frunzensky               | Ishen Turkmenov           |
| RSS de Kirguistán                      | Naukatsky                | Evgeny Fiódorov           |
| RSS de Kirguistán                      | Balykchy                 | Konstantín Finagin        |
| RSS de Kirguistán                      | Lyaylyaksky              | Pais Yuldashov            |
| RASS de Komi                           | Priluksky                | Konstantín Andréyev       |
| RASS de Komi                           | Izhemsky                 | Matryona Arteyeva         |
| RASS de Komi                           | Udora                    | Nikolái Eliseyev          |
| RASS de Komi                           | Syktivdinsky             | Alekséi Merekalov         |
| RASS de Komi                           | Ust-Kulom                | Vasili Misharin           |
| RASS de Komi                           | Syktyvkar                | Iván Nóvikok              |
| RASS de Komi                           | Sysolsky                 | Anfisa Pudova             |
| RASS de Komi                           | Ust-Usinsk               | Evdokia Rocheva           |
| RASS de Komi                           | Ust-Tsilemsky            | Nikolái Sidorov           |
| RASS de Komi                           | Ust-Vimsy                | Vasili Úlrij              |
| RASS de Komi                           | Storozhovsky             | Nathanail Vetoshkin       |
| Distrito Autónomo de Komi-Perm         |                          | María Batalova            |
| Distrito Autónomo de Koriakia          |                          | Makar Obujov              |
| Óblast de Leningrado                   | Leningrado               | Piótr Tyurkin             |
| RSS de Letonia                         | Valka                    | Paul Galenieks            |
| RSS de Letonia                         | Kuldiga                  | Karl Gobzem               |
| RSS de Letonia                         | Jelgava                  | Anna Gross                |
| RSS de Letonia                         | Bauska                   | Jānis Gustson             |
| RSS de Letonia                         | Aizputesky               | Jānis Dundur              |
| RSS de Letonia                         | Riga                     | Marta Dushkina            |
| RSS de Letonia                         | Karsavsky                | Augusts Kirhenšteins      |
| RSS de Letonia                         | Riga                     | Vladislav Koltan          |
| RSS de Letonia                         | Tukumsky                 | Vilis Latsis              |
| RSS de Letonia                         | Valmeri                  | Anna-Meri Liepa           |
| RSS de Letonia                         | Riga                     | Herbert Likums            |
| RSS de Letonia                         | Daugavpils               | Anton Lurinsh             |
| RSS de Letonia                         | Cessky                   | August Matison            |
| RSS de Letonia                         | Riga                     | Gilda-Emilia Mezis        |
| RSS de Letonia                         | Abrene                   | Robert Neiland            |
| RSS de Letonia                         | Madona                   | Alfons Novik              |
| RSS de Letonia                         | Ventspils                | Eva Paldyn                |
| RSS de Letonia                         | Krustpils                | Petr Plesums              |
| RSS de Letonia                         | Kraslava                 | Varfolomey Rubul          |
| RSS de Letonia                         | Lepaysky                 | Jānis Spure               |
| RSS de Letonia                         | Ilukste                  | Alfons Stakionis          |
| RSS de Letonia                         | Rezekne                  | Aleksándr Strupish        |
| RSS de Letonia                         | Ludza                    | Mijalina Horunzhijs       |
| RSS de Letonia                         | Riga                     | Martyn Chakste            |
| RSS de Letonia                         | Riga                     | Makari Yákovlev           |
| RSS de Lituania                        | Rokiskis                 | Felixas Belyauskas        |
| RSS de Lituania                        | Vilna                    | Pável Boltrushko          |
| RSS de Lituania                        | Kaunas                   | Yadviga Budzhinskiene     |
| RSS de Lituania                        | Kaunas                   | Maria Vasilyauskaite      |
| RSS de Lituania                        | Mozheiksky               | Antanas Venclova          |
| RSS de Lituania                        | Taurage                  | Vincas Vitkauskas         |
| RSS de Lituania                        | Vilkaviski               | Elena Gelezhunayte        |
| RSS de Lituania                        | Vilna                    | Mamert Gushcho            |
| RSS de Lituania                        | Vilna                    | Antanas Ionaítis          |
| RSS de Lituania                        | Kretinga                 | Ignas Ionushas            |
| RSS de Lituania                        | Birzhai                  | Juozas Klezis             |
| RSS de Lituania                        | Seinai                   | Vincas Krėvė-Mickevičius  |
| RSS de Lituania                        | Alytus                   | Vladas Kuzma              |
| RSS de Lituania                        | Utena                    | Petras Kutka              |
| RSS de Lituania                        | Marijampole              | Isabele Laukaite          |
| RSS de Lituania                        | Shauliai                 | Shmuelis-Itsikas Meskupas |
| RSS de Lituania                        | Zarasai                  | Leonas Mochanas           |
| RSS de Lituania                        | Trakai                   | Yanina Narkevichyute      |
| RSS de Lituania                        | Panevezys                | Estasis Petrulis          |
| RSS de Lituania                        | Telshai                  | Kazis Preikshas           |
| RSS de Lituania                        | Kedain                   | Luda Tomkite              |
| RSS de Lituania                        | Siauliai                 | Kazimiera Trechioken      |
| RSS de Lituania                        | Rasein                   | Estasis Filipavicius      |
| RSS de Lituania                        | Shakyai                  | Ludvikas Shuopis          |
| RSS de Lituania                        | Ukmergsky                | Daniil Shupikov           |
| RASS de Mari                           | Mari-Turek               | Yákov Abramov             |
| RASS de Mari                           | Yoshkar-Ola              | Mijaíl Ivánov             |
| RASS de Mari                           | Mari-Turek               | Aleksándr Karacharov      |
| RASS de Mari                           | Yoshkar-Ola              | Kapitolina Kelbedina      |
| RASS de Mari                           | Gorno-Mari               | Iván Mikerkin             |
| RASS de Mari                           | Orsha                    | Vasili Orejov             |
| RASS de Mari                           | Zvenigovsky              | Nikolái Petrunichev       |
| RASS de Mari                           | Yoshkar-Ola              | Valentina Pikina          |
| RASS de Mari                           | Morkinsky                | María Serguéyeva          |
| RASS de Mari                           | Lopatinsky               | Anna Tolstova             |
| RASS de Mari                           | Yurinsky                 | Vasili Toreyev            |
| RASS de Mari                           | Sernur                   | Aleksándr Fiódorov        |
| RASS de Mari                           | Kuzhenersky              | Vasili Bogdanov           |
| RSS de Moldavia                        | Edinet                   | Martin Bargan             |
| RSS de Moldavia                        | Comrát                   | Mijaíl Bessonov           |
| RSS de Moldavia                        | Rezina                   | Mijaíl Boyko              |
| RSS de Moldavia                        | Taraclia                 | Vladímir Borisov          |
| RSS de Moldavia                        | Bălți                    | Fiódor Brovko             |
| RSS de Moldavia                        | Floresti                 | Evgeniya Garina-Mijailova |
| RSS de Moldavia                        | Tiraspol                 | Stepan Zhurakovsky        |
| RSS de Moldavia                        | Tiraspol                 | Stepan Zelenchuk          |
| RSS de Moldavia                        | Kornesht                 | Pável Ivanchuk            |
| RSS de Moldavia                        | Ocnitsa                  | Nicolae Coval             |
| RSS de Moldavia                        | Chisináu                 | Tijon Konstantínov        |
| RSS de Moldavia                        | Rybnitsa                 | Alexandra Kráyevskaya     |
| RSS de Moldavia                        | Balta                    | Iván Lysenko              |
| RSS de Moldavia                        | Nisporensky              | Nikolái Moroshan          |
| RSS de Moldavia                        | Kaushani                 | Iván Muntyan              |
| RSS de Moldavia                        | Soroca                   | Mijaíl Nakonechny         |
| RSS de Moldavia                        | Falesti                  | Aleksándr Osipenko        |
| RSS de Moldavia                        | Kotovsky                 | Domaja Otyan              |
| RSS de Moldavia                        | Cahul                    | Aleksándr Petrov          |
| RSS de Moldavia                        | Lipcani                  | Petr Poloz                |
| RSS de Moldavia                        | Chisináu                 | Fiódor Puyu               |
| RSS de Moldavia                        | Bendery                  | Serguéi Revenyali         |
| RSS de Moldavia                        | Grigoriopol              | Timofey Repida            |
| RSS de Moldavia                        | Tarnovo                  | Gerasim Rud               |
| RSS de Moldavia                        | Telenesti                | Nikita Salogor            |
| RSS de Moldavia                        | Ananievsky               | Gueórgi Streshny          |
| RSS de Moldavia                        | Orhei                    | Martha Shvedyuk           |
| RASS de Mordovia                       | Ruzáyevsky               | Serguéi Iliushin          |
| RASS de Mordovia                       | Saransk                  | Nikolái Krasovsky         |
| RASS de Mordovia                       | Krasnoslobodsky          | Mijaíl Kulakov            |
| RASS de Mordovia                       | Saransk                  | Vasili Kurmyshkin         |
| RASS de Mordovia                       | Rybkinsky                | Olga Meshcheryakova       |
| RASS de Mordovia                       | Saransk                  | Vasili Petushkov          |
| RASS de Mordovia                       | Atyashevsky              | María Pechkazova          |
| RASS de Mordovia                       | Kovylkinsky              | Arjip Serguéyev           |
| RASS de Mordovia                       | Torbeyevsk               | María Chadaykina          |
| RASS de Mordovia                       | Ardatovsky               | Mijaíl Chembulatov        |
| RASS de Mordovia                       | Temnikovsky              | Vasili Chepáyev           |
| RASS de Mordovia                       | Bolshebereznikovsky      | Pável Yaskin              |
| Óblast Autónomo de Nagorno-Karabaj     | Martuny                  | Vagharshak Harutyunyan    |
| Óblast Autónomo de Nagorno-Karabaj     | Susha                    | Varsenik Beglyaryan       |
| Óblast Autónomo de Nagorno-Karabaj     | Stepanakert              | Gaik Karkarián            |
| Óblast Autónomo de Nagorno-Karabaj     | Jerabert                 | Mijaíl Manukyants         |
| Óblast Autónomo de Nagorno-Karabaj     | Dizak                    | Manvel Medunts            |
| RASS de Najicheván                     | Julfa                    | Aziz Alíyev               |
| RASS de Najicheván                     | Najicheván               | Javer Veliyev             |
| RASS de Najicheván                     | Bash-Norashensky         | Ali Kerim Mamedov         |
| RASS de Najicheván                     |                          | Akper Nagiyev             |
| RASS de Najicheván                     | Abrakunis                | Zahra Mamedova            |
| RASS de Najicheván                     | Kivrag                   | Ajá Neymatulla            |
| RASS de Najicheván                     | Tezekand                 | Iván Nikishev             |
| RASS de Najicheván                     | Yagrinsky                | Mamed Ali Rahimov         |
| RASS de Najicheván                     | Shahbuz                  | Mamed Rahimov             |
| RASS de Najicheván                     | Najicheván               | Abuzar Sadijov            |
| RASS de Najicheván                     | Yenigidzhinsky           | Zeynab Shabanova          |
| Óblast Autónomo de Nenetsia            |                          | Arkadi Evsyugin           |
| Óblast Autónomo de Nenetsia            |                          | Mijaíl Ogarkov            |
| Óblast Autónomo de Oyrot               | Ust-Kansky               | Alekséi Ageyev            |
| Óblast Autónomo de Oyrot               | Choysky                  | Makar Barbachakov         |
| Óblast Autónomo de Oyrot               | Ongudái                  | Chemok Kandarakov         |
| Óblast Autónomo de Oyrot               | Oyrot-Tursky             | Samuíl Yufit              |
| Óblast Autónomo de Oyrot               | Shebalinsky              | Shabychi Yalatov          |
| RASS de Osetia del Norte               | Pravoberezhny            | Solomón Abáyev            |
| RASS de Osetia del Norte               | Gorno-Alagirsky          | Iván Gagloev              |
| RASS de Osetia del Norte               | Kírovsky                 | Dzibuta Dzugáyev          |
| RASS de Osetia del Norte               | Alagiro-Ardon            | Kubadi Kulov              |
| RASS de Osetia del Norte               | Digorsky                 | Lidia Lyubchenko          |
| RASS de Osetia del Norte               | Uprava Promyshlennogo    | Nikolái Mazin             |
| RASS de Osetia del Norte               | Distrito industrial      | Semión Mirkin             |
| RASS de Osetia del Norte               | Ordzhonikidze-Slobodskoy | Nikolái Ostryakov         |
| RASS de Osetia del Norte               | Zaterechny               | Ilya Jugáyev              |
| RASS de Osetia del Norte               | Arjonsky                 | Myljo Tsoráyev            |
| RASS de Osetia del Norte               | Irafsky                  | Aslambek Chelojsáyev      |
| RASS de Osetia del Norte               | Iristonsky               | Mark Shevelev             |
| Óblast Autónomo de Osetia del Sur      | Stalininsky              | Rezo Beruashvili          |
| Óblast Autónomo de Osetia del Sur      | Znaur                    | Iván Vacek                |
| Óblast Autónomo de Osetia del Sur      | Java                     | Nadezhda Kochieva         |
| Óblast Autónomo de Osetia del Sur      | Stalinirsky              | Vladímir Jubáyev          |
| Óblast Autónomo de Osetia del Sur      | Leningor                 | Vladímir Tsjovrebashvili  |
| Distrito Autónmo de Ostyako-Vogul      |                          | Luka Ernov                |
| RSFS de Rusia                          | Altái                    | Máksim Antonyuk           |
| RSFS de Rusia                          | Krasnodar                | Mijaíl Boldyrev           |
| RSFS de Rusia                          | Moscú                    | Nikolái Bulganin          |
| RSFS de Rusia                          | Vorónezh                 | Nikolái Vorotníkov        |
| RSFS de Rusia                          | Ufa                      | Pável Gorshenin           |
| RSFS de Rusia                          | Stalingrado              | Nikolái Dubinin           |
| RSFS de Rusia                          | Rostóv                   | Nikita Izotov             |
| RSFS de Rusia                          | Leningrado               | Mijaíl Kalinin            |
| RSFS de Rusia                          | Kuibyshevsky             | Fiódor Kovalenko          |
| RSFS de Rusia                          | Cheliábinsk              | Pável Korobov             |
| RSFS de Rusia                          | Omsk                     | Mijaíl Manik              |
| RSFS de Rusia                          | Kursk                    | Nadezhda Maslennikova     |
| RSFS de Rusia                          | Norte                    | Vasili Musinski           |
| RSFS de Rusia                          | Chitá                    | Olga Mutina               |
| RSFS de Rusia                          | Kalininsky               | María Petrova             |
| RSFS de Rusia                          | Smolensk                 | Iván Pronin               |
| RSFS de Rusia                          | Ivanovo                  | Vasili Simochkin          |
| RSFS de Rusia                          | Moscú                    | Iván Jojlov               |
| RSFS de Rusia                          | Lejano Oriente           | Pável Cherpak             |
| RSFS de Rusia                          | Gorki                    | Valeri Chkálov            |
| RSFS de Rusia                          | Sverdlovsk               | Nikolái Shvérnik          |
| RSFS de Rusia                          | Riazán                   | Matvéi Shkiryatov         |
| RSFS de Rusia                          | Kazán                    | Otto Schmidt              |
| RSFS de Rusia                          | Ordzhonikidze            | Tijon Yurkin              |
| RASS Tártara                           | Chistopol                | Daria Andriyanova         |
| RASS Tártara                           | Menzelinsky              | Gueorgui Bazilevich       |
| RASS Tártara                           | Lanshevsky               | Minevaléi Baykov          |
| RASS Tártara                           | Novo-Sheshminsky         | Galéi Dinmujamedov        |
| RASS Tártara                           | Yelabuga                 | Vera Grejova              |
| RASS Tártara                           | Menzelinsky              | Efrem Morozov             |
| RASS Tártara                           | Kukmor                   | Bayan Nurizyanova         |
| RASS Tártara                           | Tetyushsky               | Maria Romashkina          |
| RASS Tártara                           | Kazán                    | Vasili Trutnev            |
| RASS Tártara                           | Kazán                    | Hayrikamal Tujvatullina   |
| RASS Tártara                           | Bugulma                  | Zarif Jarisov             |
| RASS Tártara                           | Zeleno-Dolsky            | Galim Shamsutdinov        |
| RSS de Tayikistán                      | Leninabad                | Bi Masturi Avezova        |
| RSS de Tayikistán                      | Faizabad                 | Abdurajman Alimardanov    |
| RSS de Tayikistán                      | Garm                     | Gueorgi Bazhulin          |
| RSS de Tayikistán                      | Zajmatabad               | Konstantín Beloborodov    |
| RSS de Tayikistán                      | Leninabad                | Pulat Bobokalonov         |
| RSS de Tayikistán                      | Baljuan                  | Rajab Ali Jalilov         |
| RSS de Tayikistán                      | Penjikent                | Israfil Jumáyev           |
| RSS de Tayikistán                      | Stalinabad               | Nikolái Zagvozdin         |
| RSS de Tayikistán                      | Zajmatabad               | Tajitdin Isáyev           |
| RSS de Tayikistán                      | Konibodom                | Jurabek Iskandarov        |
| RSS de Tayikistán                      | Shuroabad                | Pável Krivojatko          |
| RSS de Tayikistán                      | Regar                    | Tursun Kucharov           |
| RSS de Tayikistán                      | Jorog                    | Nazik Mobozorova          |
| RSS de Tayikistán                      | Tovil-Darinsky           | Kazygul Muhamedieva       |
| RSS de Tayikistán                      | Naoussky                 | Ona Nadyrbabayeva         |
| RSS de Tayikistán                      | Ordzhonikidzeabad        | Safar Nurjanov            |
| RSS de Tayikistán                      | Jilikul                  | Alim Radjabov             |
| RSS de Tayikistán                      | Kangurt                  | Dostan Salijov            |
| RSS de Tayikistán                      | Stalinabad               | Almasarida Smagina        |
| RSS de Tayikistán                      | Shahristan               | Pável Strelyanov          |
| RSS de Tayikistán                      | Isfara                   | Kalandar Talibekov        |
| RSS de Tayikistán                      | Kurgan-Tyubinsky         | Saitkul Turdyev           |
| RSS de Tayikistán                      | Ura-Tyubinsky            | Mirzoajmet Jalmatov       |
| RSS de Tayikistán                      |                          | Andréi Jarchenko          |
| RSS de Tayikistán                      | Jait                     | Pirnazar Chillyáyev       |
| RSS de Tayikistán                      | Koktash                  | Igamberdy Shaimardanov    |
| RSS de Tayikistán                      | Kulyab                   | Gavgar Sharipova          |
| Distrito Autónomo de Taimiria          |                          | Kirill Yamkin             |
| RSS de Turkmenistán                    | Ilyalinsky               | Bajty Altybáyeva          |
| RSS de Turkmenistán                    | Kizyl-Arvat              | Jasan Artykov             |
| RSS de Turkmenistán                    | Kizyl-Atrek              | Baijan Atáyev             |
| RSS de Turkmenistán                    | Chardzhou                | Serajs Atliev             |
| RSS de Turkmenistán                    | Tejen                    | Jivali Babayev            |
| RSS de Turkmenistán                    | Tajtinsky                | Allaberdy Berdyev         |
| RSS de Turkmenistán                    | Türkmengala              | Serafim Bogachev          |
| RSS de Turkmenistán                    | Asjabad                  | Pável Buinov              |
| RSS de Turkmenistán                    | Mary                     | Alekséi Vágov             |
| RSS de Turkmenistán                    | Kaganóvichsky            | Mamysh Gabysh             |
| RSS de Turkmenistán                    | Kalininsky               | Ait Kuli Geldyev          |
| RSS de Turkmenistán                    | Ýolöten                  | Iván Grigoriev            |
| RSS de Turkmenistán                    | Kerkinsky                | Alan Dzhumáyev            |
| RSS de Turkmenistán                    | Geok-Tepin               | Serguéi Ionychev          |
| RSS de Turkmenistán                    | Krasnovodsk              | Bisejan Kenzhebekov       |
| RSS de Turkmenistán                    | Kunya-Urgench            | Ayjamal Kurbanova         |
| RSS de Turkmenistán                    | Kerkinsky                | Dmitri Leus               |
| RSS de Turkmenistán                    | Tashauz                  | Taze Matsharipova         |
| RSS de Turkmenistán                    | Asjabad-Dzerzhinsky      | Sapar Muhamedova          |
| RSS de Turkmenistán                    | Asjabad                  | Karp Pantas               |
| RSS de Turkmenistán                    | Stalin                   | Kurban Posy               |
| RSS de Turkmenistán                    | Kaajki                   | Akmamed Saryev            |
| RSS de Turkmenistán                    | Chardzhou                | Terenty Usov              |
| RSS de Turkmenistán                    |                          | Mijaíl Fonin              |
| RSS de Turkmenistán                    | Mary                     | Ata Jolzunov              |
| RSS de Turkmenistán                    | Bayram-Ali               | Aydogdy Eje               |
| Óblast Autónomo de Tuvá                |                          | Serguéi Kochetov          |
| Óblast Autónomo de Tuvá                |                          | Iván Kuvarin              |
| Óblast Autónomo de Tuvá                |                          | Mijaíl Kudazhi            |
| Óblast Autónomo de Tuvá                |                          | Leonid Chadamba           |
| Óblast Autónomo de Tuvá                |                          | Aleksándr Chimba          |
| RSS de Ucrania                         | Kremenchug               | Aleksándr Budni           |
| RSS de Ucrania                         | Stanislavsky             | Grigori Gavrishchuk       |
| RSS de Ucrania                         | Kamyanets-Podilsky       | Frosina Glystyuk          |
| RSS de Ucrania                         | Cherkasy                 | María Demchenko           |
| RSS de Ucrania                         | Zaporizhzhya             | Fiódor Zavada             |
| RSS de Ucrania                         | Gorlovsky                | Semión Zastava            |
| RSS de Ucrania                         | Kiev                     | Dmitri Kamyschenko        |
| RSS de Ucrania                         | Leópolis                 | Nikolái Kózyrev           |
| RSS de Ucrania                         | Járkov                   | Nikolái Kolesnik          |
| RSS de Ucrania                         | Ternópil                 | Iván Kompanets            |
| RSS de Ucrania                         | Drohóbych                | Iván Kravchuk             |
| RSS de Ucrania                         | Artyomovsky              | Piótr Krivonos            |
| RSS de Ucrania                         | Kryvyi Rih               | Fiódor Lashtoba           |
| RSS de Ucrania                         | Sumy                     | Aleksándr Linnik          |
| RSS de Ucrania                         | Zhytomyr                 | Nikolái Maksimov          |
| RSS de Ucrania                         | Kiev                     | Nikolái Marchak           |
| RSS de Ucrania                         | Shepetivsky              | Kalistrat Niezymenko      |
| RSS de Ucrania                         | Poltava                  | Pavlina Panchenko         |
| RSS de Ucrania                         | Dnipropetrovsk           | Grigori Petrovski         |
| RSS de Ucrania                         | Voroshílovgrado          | Iván Rostovtsev           |
| RSS de Ucrania                         | Vínnitsa                 | Filipp Slobodyanyuk       |
| RSS de Ucrania                         | Zhmerynsky               | Kirill Sujomlin           |
| RSS de Ucrania                         | Chernígov                | Iván Tatarenko            |
| RSS de Ucrania                         | Volyn                    | Piótr Tatsenko            |
| RSS de Ucrania                         | Járkov                   | Semión Timoshenko         |
| RSS de Ucrania                         | Nikoláyev                | Mijaíl Faustov            |
| RSS de Ucrania                         | Odesa                    | Daria Fedchenko           |
| RSS de Ucrania                         | Odesa                    | Aaron Henkin              |
| RSS de Ucrania                         | Konotop                  | Stepanida Jomenko         |
| RSS de Ucrania                         | Stalin                   | Piótr Shpilevoy           |
| RSS de Ucrania                         | Rivne                    | Filipp Shcherbak          |
| RASS de Udmurtia                       | Yarsk                    | Anna Avvakumova           |
| RASS de Udmurtia                       | Kezsky                   | Evdokia Budina            |
| RASS de Udmurtia                       | Mozhginsky               | Elena Vasilieva           |
| RASS de Udmurtia                       | Uvinsky                  | Aleksándr Voronin         |
| RASS de Udmurtia                       | Izhevsk-Zhdanovsky       | Grigori Kuzmin            |
| RASS de Udmurtia                       | Izhevsk-Pastujovsky      | Aleksándr Kujarkin        |
| RASS de Udmurtia                       | Glazovsky                | Semión Máksimov           |
| RASS de Udmurtia                       | Yakshur-Bodinsky         | Vladímir Nóvikov          |
| RASS de Udmurtia                       | Izhevsk                  | Fyokla Rastegáyeva        |
| RASS de Udmurtia                       | Balezinsky               | Polikarp Russkij          |
| RASS de Udmurtia                       | Grojovsky                | Iván Smakulov             |
| RASS de Udmurtia                       | Yakshur-Bodinsky         | Serguéi Utkin             |
| Distrito Autónomo de Ust-Ordá Buriata  |                          | Agafia Petjonova          |
| RSS de Uzbekistán                      | Kokand                   | Millibay Abdulláyev       |
| RSS de Uzbekistán                      | Taskent-Ordzhonikidze    | Mayhuda Abdurahmanova     |
| RSS de Uzbekistán                      | Yizzaj                   | Hismat Ahmedova           |
| RSS de Uzbekistán                      | Kokand                   | Majinisa Babarajimova     |
| RSS de Uzbekistán                      | Andiján                  | Shakir Badalov            |
| RSS de Uzbekistán                      | Bujará                   | Rahimi Bazarova           |
| RSS de Uzbekistán                      | Turtkul                  | Yusup Davletyarov         |
| RSS de Uzbekistán                      | Taskent-Leninsky         | Vasili Yemtsov            |
| RSS de Uzbekistán                      | Urgench                  | Ajmedzhan Ibragímov       |
| RSS de Uzbekistán                      | Taskent                  | Tadjibái Imbragímov       |
| RSS de Uzbekistán                      | Chimbay                  | Abdulla Iraliev           |
| RSS de Uzbekistán                      | Yangi-Yulsky             | Inambibi Ismailova        |
| RSS de Uzbekistán                      | Namangán                 | Rahat Kadyrova            |
| RSS de Uzbekistán                      | Fergana                  | Kariya Karímova           |
| RSS de Uzbekistán                      |                          | Tashmuhammed Kari-Niyázov |
| RSS de Uzbekistán                      | Namangan                 | Jabar Kirgizbáyev         |
| RSS de Uzbekistán                      | Bujará                   | Zinaida Kuráyeva          |
| RSS de Uzbekistán                      | Leninsky                 | Aimnis Mirajmadova        |
| RSS de Uzbekistán                      | Andiján                  | Tishabái Mirzáyev         |
| RSS de Uzbekistán                      | Termez                   | Hatam Narbáyev            |
| RSS de Uzbekistán                      | Shajrisyab               | Igamberdi Rajímov         |
| RSS de Uzbekistán                      | Samarcanda               | Ruzibái Turiev            |
| RSS de Uzbekistán                      | Samarcanda               | Sharip Jalilov            |
| RSS de Uzbekistán                      | Bey-Budinsky             | Yusup Jasanov             |
| RSS de Uzbekistán                      | Katta-Kurgan             | Ibragim Judaykulov        |
| RSS de Uzbekistán                      | Taskent-Kírovsky         | Muhamedzhan Yuldashev     |
| Distrito Autónomo de Vitimo-Olekminsky |                          | Iván Abramov              |
| RASS de los Alemanes del Volga         | Balzer                   | Karl Gebel                |
| RASS de los Alemanes del Volga         | Grimm                    | Aleksándr Gekman          |
| RASS de los Alemanes del Volga         | Engelsky                 | Konrad Gofman             |
| RASS de los Alemanes del Volga         | Mariental                | Ekaterina Grauberger      |
| RASS de los Alemanes del Volga         | Krasnokutsk              | Anna Greenmeyer           |
| RASS de los Alemanes del Volga         | Engelsky                 | Konrad Hoffman            |
| RASS de los Alemanes del Volga         | Zelmansky                | Adolf Döning              |
| RASS de los Alemanes del Volga         | Gmelin                   | Vasili Poletáyev          |
| RASS de los Alemanes del Volga         | Engelsky                 | Nikolái Polikárpov        |
| RASS de los Alemanes del Volga         | Dobrinsky                | Lev Polyánski             |
| RASS de los Alemanes del Volga         | Gnadenfluor              | David Rosenberger         |
| RASS de los Alemanes del Volga         | Dobrinsky                | Mijaíl Ryzhov             |
| RASS de los Alemanes del Volga         | Marksstadt               | Friedrich Scherer         |
| Distrito Autónomo de Yamalia-Nenetsia  |                          | Nikolái Nyaruy            |
| RASS de Yakutia                        | Vilyuisky                | Iván Varlakov             |
| RASS de Yakutia                        | Suntarsky                | Aleksándr Gabishev        |
| RASS de Yakutia                        | Kolyma                   | Nikolái Kurilov           |
| RASS de Yakutia                        | Nyurba                   | Vladímir Muratov          |
| RASS de Yakutia                        | Megino-Kangalassky       | Daria Novikova            |
| RASS de Yakutia                        | Tattinsky                | Platón Oyunski            |
| RASS de Yakutia                        | Megezhek                 | Nikolái Okoyomov          |
| RASS de Yakutia                        | Namsky                   | Irina Olesova             |
| RASS de Yakutia                        | Yakutsk                  | Pável Pevznyak            |
| RASS de Yakutia                        | Aldán                    | Sofya Sidorova            |
| RASS de Yakutia                        | Tattinsky                | Ion Stepanenko            |
| RASS de Yakutia                        | Aldán-Olekminsky         | Nurgali Fatkulov          |
| RASS de Yakutia                        | Namsky                   | Fiódor Chernyshov         |
| RASS de Yakutia                        | Bulunsky                 | Nikolái Shemyakov         |